# Уйгуры

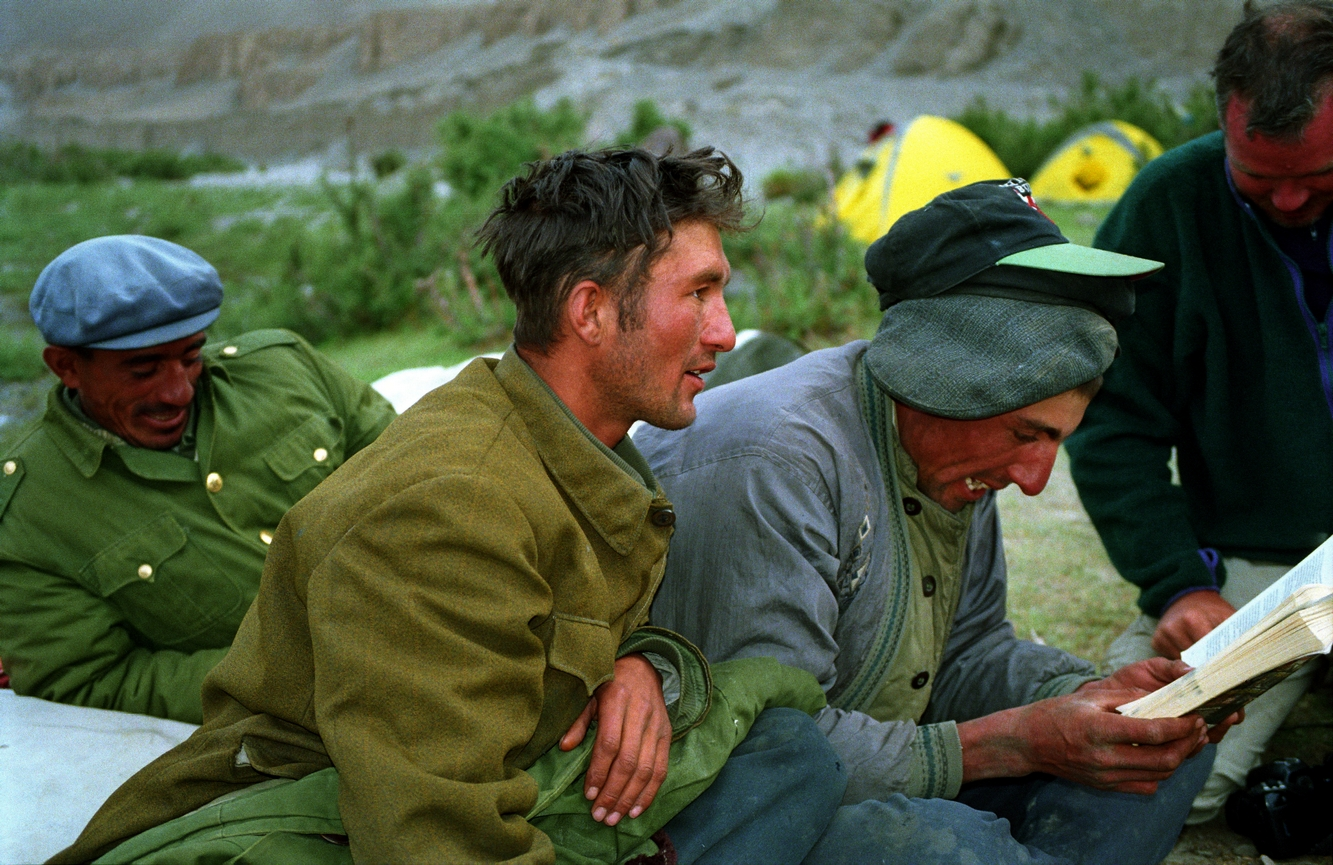
Уйгуры, Хотан

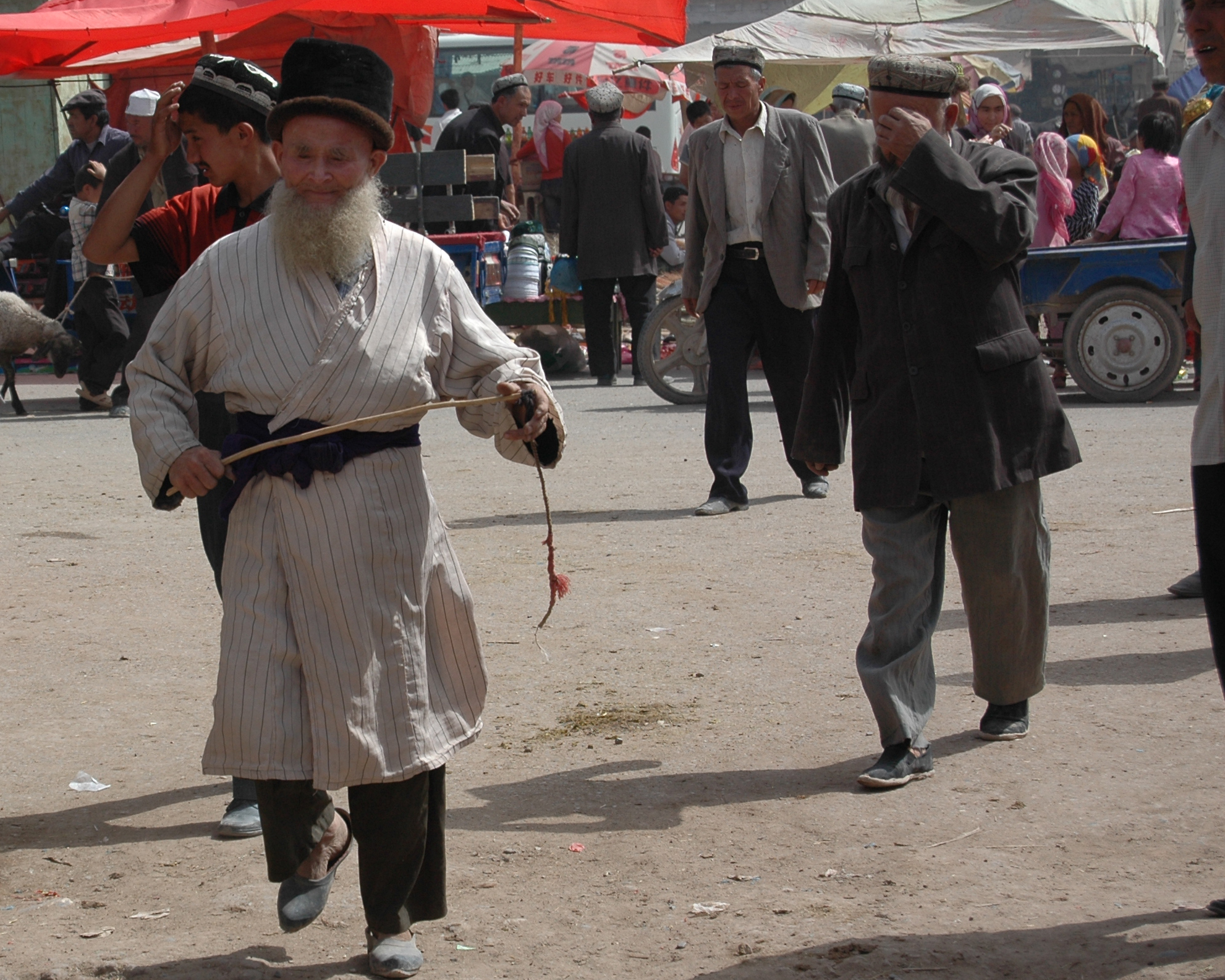
Уйгуры, Воскресный базар

Уйгу́ры (уйг. ئۇيغۇرلار‎, uyghurlar, ранее — uyƣurlar, кит. 维吾尔, Wéiwú'ěr) — тюркоязычный коренной народ Восточного Туркестана, ныне — Синьцзян-Уйгурский автономный район КНР.
По вероисповеданию — мусульмане-сунниты. Подавляющее их большинство живёт в регионе под названием Восточный Туркестан (Уйгурстан).

## История этнонима
Впервые этноним «уйгур» начинает встречаться в источниках с начала н. э. — вначале как имя только одного из тюркоязычных телеских племён. Во времена уйгурского каганата (VII—IX вв.) среди племён, входивших в конфедерацию 19 племён, этноним «уйгур» стал общим. В этот период, наряду с этим этнонимом, также широко получил распространение экзоэтноним токкуз огуз.
После распада уйгурского каганата и миграции древнеуйгурских племён из степей нынешней Монголии в Восточный Туркестан (IX в.) самоназвание уйгур продолжало употребляться группами населения Турфана, Кумула, Кучи вплоть до XVI—XVII вв., когда окончательно завершился процесс исламизации населения Восточного Туркестана. При этом этнический состав региона менялся не раз: тюркоязычные жёлтые уйгуры, потомки древних уйгуров в Ганьсу, сохранившие буддистское вероисповедование, говорят на сарыг-югурском языке, который, согласно списку Сводеша, не близок (ново)уйгурскому, а ближе к хакасским и горно-алтайским языкам; более того, караханидско-уйгурское койне, образовавшееся в результате смешения древнеуйгурского и языка тюрков, пришедших в XI веке с запада (из Маверранахра), ближе не к вышеперечисленным языкам, а к огузским.
С принятием ислама население Восточного Туркестана постепенно перестало использовать этноним «уйгуры» и стало именовать себя просто «мусульманами» или «тюрками», определяя себя по тюркскому происхождению и мусульманскому вероисповеданию, а также по имени своей этнографической группы (юрту) — кашгарец, долан, мачин, таранчи. Общим же самоназванием долгое время являлось разговорное йәрлик «земляки» или «местные» — это слово, иногда встречающееся и в наши дни, использовалось в уйгурской среде для описания жителей-уйгуров любого из оазисов. Несмотря на отсутствие общего этнического самоназвания, уйгуры были сложившейся средневековой народностью, осознававшей общность происхождения, истории и традиций и имевшей общий язык, культуру, мусульманскую веру. Соседние народности также воспринимали разные юрты уйгуров как единую народность; среднеазиатские народы именовали их кашгарцами, монголы — хотонами, китайцы — чантоу. Страна уйгуров продолжала называться Уйгурстаном или Уйгуристаном долгое время, наряду с названиями Могулия и Кашгария. Это отмечают разные источники; Мухаммад Имин Садр Кашгари в своей работе Асар аль футух (1790) называл страну уйгуров Уйгуристаном и указывал, что там находятся шесть городов.
Утрата этнонима была связана с мусульманской традицией, которой свойственно отсутствие этнического самоназвания (так, названия юртов использовались в качестве этнонимов при переписях в Российской империи). Тем не менее образованная часть тюркского населения Восточного Туркестана в лице знати и духовенства считала, что их народ происходит от уйгуров, что отмечали некоторые исследователи XIX века, контактировавшие с представителями местной знати (беками) и духовенства (ахунами). В частности, Валиханов писал, что местное тюркское население — это потомки древних уйгуров, долоны и нюгейты (две последние группы — потомки могулов) и разговаривают они на уйгурском языке. Английский посол Беллью при описании артушского бека отметил, что он «татарин чистого уйгурского племени». Бартольд также отметил, что интеллигенция предпочитает называть себя «уйгурами».
Эти слои населения (знать, духовенство, интеллигенция) и были инициаторами принятия старого этнонима «уйгуры», что и было сделано после революции в России. С национальным-территориальным размежеванием в Средней Азии в Ташкенте в 1921 году на съезде представителей тюркского населения Восточного Туркестана было принято решение восстановить этническое самоназвание «уйгуры».

### Значение
Существует несколько версий значения этнонима уйгур.
Абулгази (1603—1663) в летописи «Родословное древо тюрков» вывел этноним «уйгур» из тюркского корня: «Огуз-хан даровал им наименование Уйгур. Уйгур — тюркское слово, значение которого известно всему миру, оно означает „сторонник“ (япышгур)».
Кроме того, согласно Рашид ад-Дину, легендарный Огуз-хан дал имя «уйгур» племени, которое примкнуло к нему, чтобы оказать ему помощь.
На тюркском языке это слово означает «объединяющий, соединяющий».
По версии М. Кашгари, самоназвание «уйгур» восходит ко времени Александра Македонского. Он называл всадников, противостоящих ему в Центральной Азии, худхуранд, «подобные соколу, от которых не может ускользнуть при охоте ни один зверь». Худхуранд со временем сократилось до Худхур, а затем превратилось в «уйгур».

## История

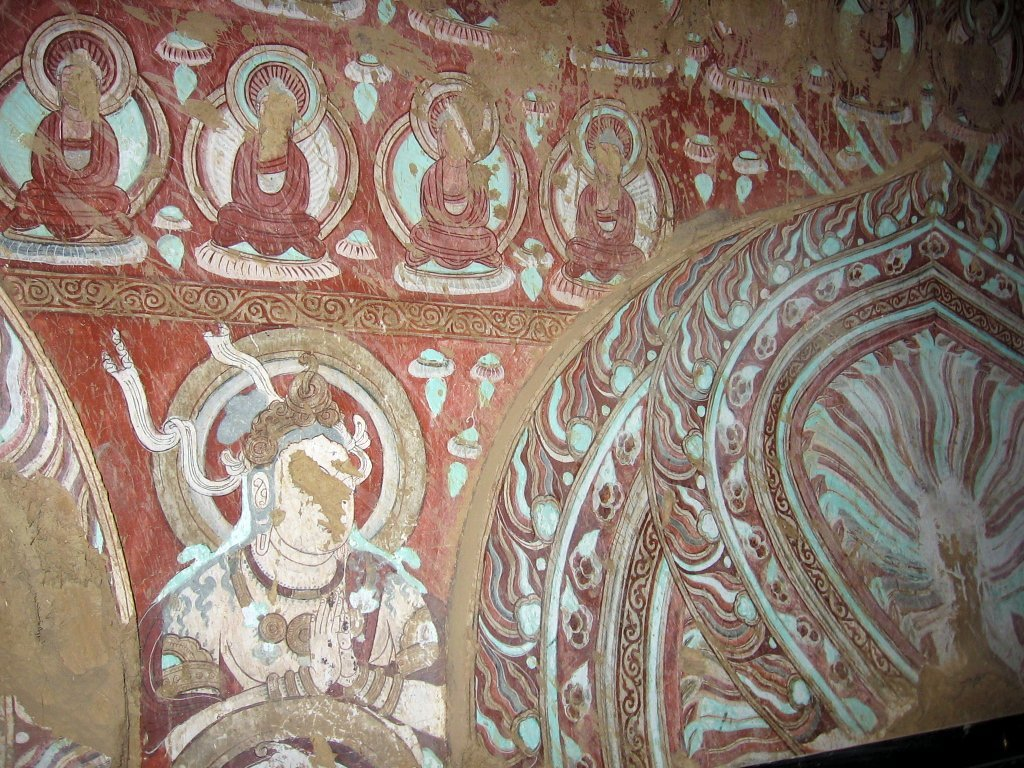
Настенные росписи, «Тысяча будд», Безеклик, IX—XIII вв.

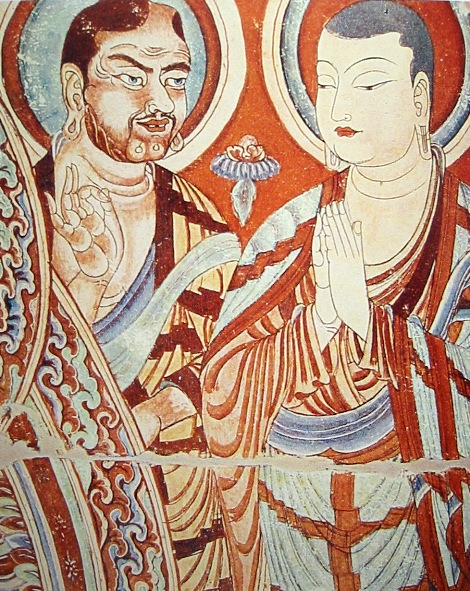
Возможно тохарский или согдийский монах (слева) с буддийским монахом (справа). Фреска из пещеры Тысячи Будд Безеклика, датируемая IX или X веком (Уйгурское Турфанское идыкутство).

Процесс формирования уйгурского этноса был сложным и длительным. Их предки, кочевые племена Восточного Туркестана, играли значительную роль в державе Хунну (III в. до н. э. — IV вв. н. э.).
В письменных источниках предки уйгуров упоминаются с III в. н. э. (в том числе в орхонских надписях VIII в.). В III—IV вв. уйгуры входили в объединение, которое в китайских династийных хрониках носило название гаоцзюй (буквально: «высокие телеги»). В V в. в китайских источниках появляется новое название этого союза — теле (тегрег «тележники»). Значительная группа племён теле мигрировала на запад, в степи Казахстана и Юго-Восточной Европы. Оставшиеся в центральноазиатских степях были завоёваны тюрками и вошли в состав их государства. Основные земли теле были тогда в Джунгарии и Семиречье, но в 605 г., после уничтожения западнотюркским Чурын-каганом нескольких сот вождей теле, предводитель уйгуров увёл племена в Хангайские горы, где они создали обособленную группу, названную китайскими историографами «девятью племенами» (токуз-огузами).
Татары Тонгга и Кара Игах Буюрук имели опыт как советники и наставники других кочевых ханов, особенно Наймана и Кара Китая, до того, как они были поглощены Монгольской империей. Уйгурское государство основывалось на дипломатических отношениях с соседями и направленных высокопоставленных уйгурских советников к их дворам.
Уйгуры уже примерно с 700 года обладали письменностью: уйгурская письменность развивалась из согдийской. Вместе с согдийской письменностью уйгуры заимствовали с Запада манихейство.
С 630 г., после падения первого Тюркского каганата, токуз-огузы выступают как значительная политическая сила, лидерство внутри которой утвердилось за десятью племенами уйгуров во главе с родом яглакар. В V—VIII вв. уйгуры входили в состав каганата жужаней и затем Тюркского каганата. Процесс этнической консолидации уйгуров завершился в VIII в. после распада Тюркского каганата и образования Уйгурского раннефеодального государства (Уйгурский каганат) на р. Орхон.
Во главе каганата стояли каганы из уйгурского рода яглакар (кит. Yao-luo-ko; 745—795). Именно в этот момент официальной религией было признано манихейство. В 795 г. к власти пришло племя эдизов (795—840), которое также приняло название яглакар.

Гумилев считает этот эпизод приходом к власти манихейской теократии:
…в 795 г. на престол был возведён приёмный сын одного из вельмож Кутлуг, на условиях ограничения власти. «Вельможи, чиновники и прочие доложили: „Ты, небесный царь, сиди спустя рукава на драгоценном престоле, а помощника должен получить обладающего способностями управления мерой с море и гору: …законы и повеления должны быть даны: должно надеяться на небесную милость и благосклонность“. Иными словами, у хана были отняты исполнительская и судебная власть, а политика взята под контроль небесной милости», то есть манихеев. Союз племён превратился в теократию.

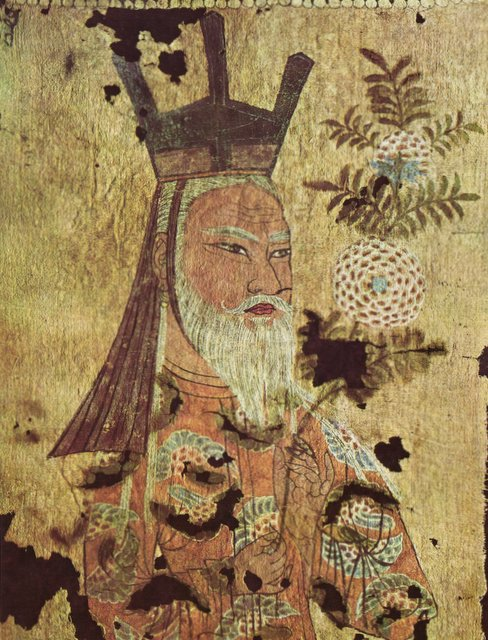
Уйгурский идыкут, государство Кочо, IX—XIII вв.

В 840 году власть в каганате на 7 лет вернулась к племени Яглакар. В 840-е годы вследствие сложных внутриполитических и экономических причин, а также внешнего нашествия древних кыргызов государство уйгуров распалось. С этого момента отряды кыргызов преследуют разбитых уйгуров, проникая вглубь Восточного Туркестана.

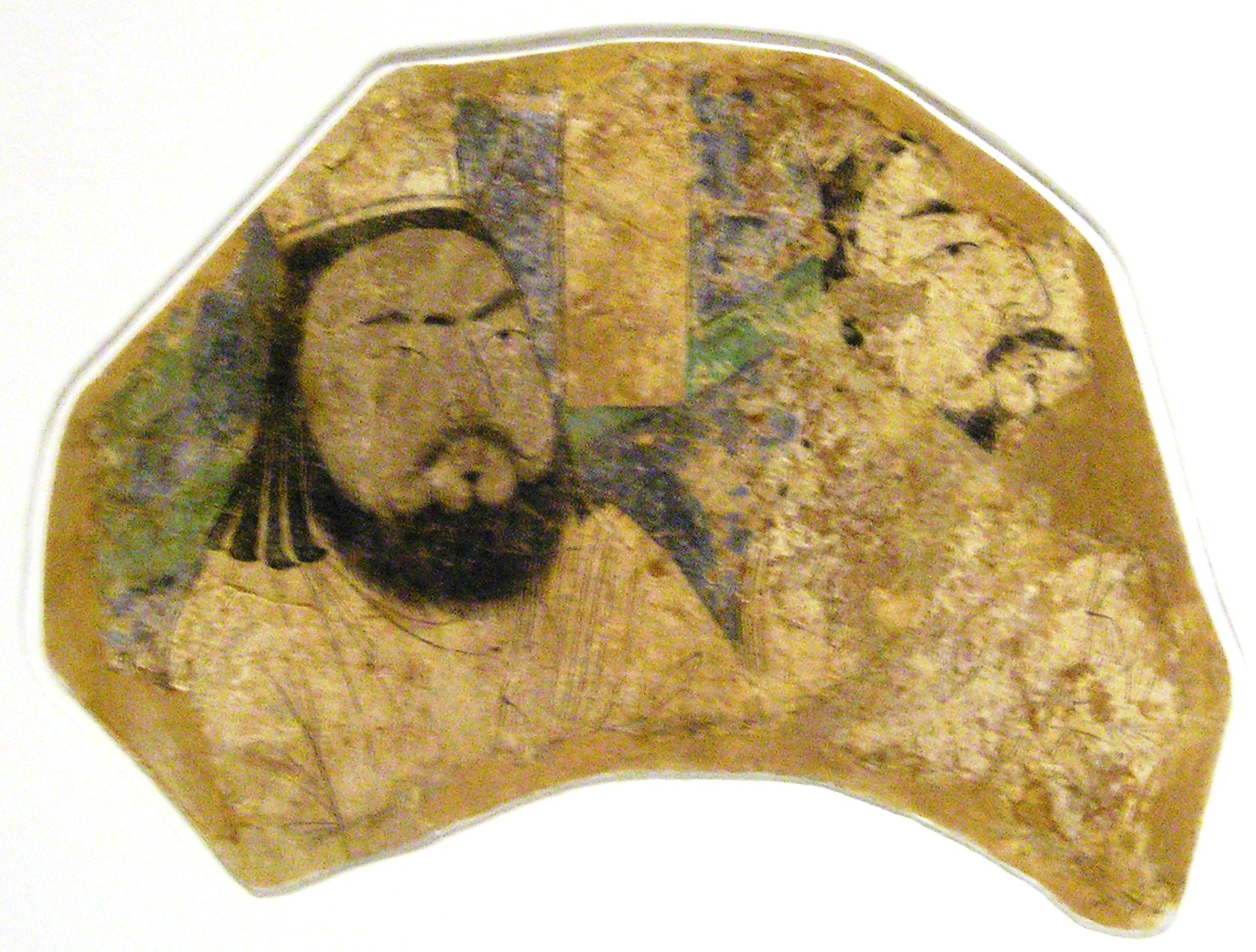
Уйгурский манихейский жрец, фреска из Кочо, IX—XIII вв. Из собрания музея индийского искусства, Берлин

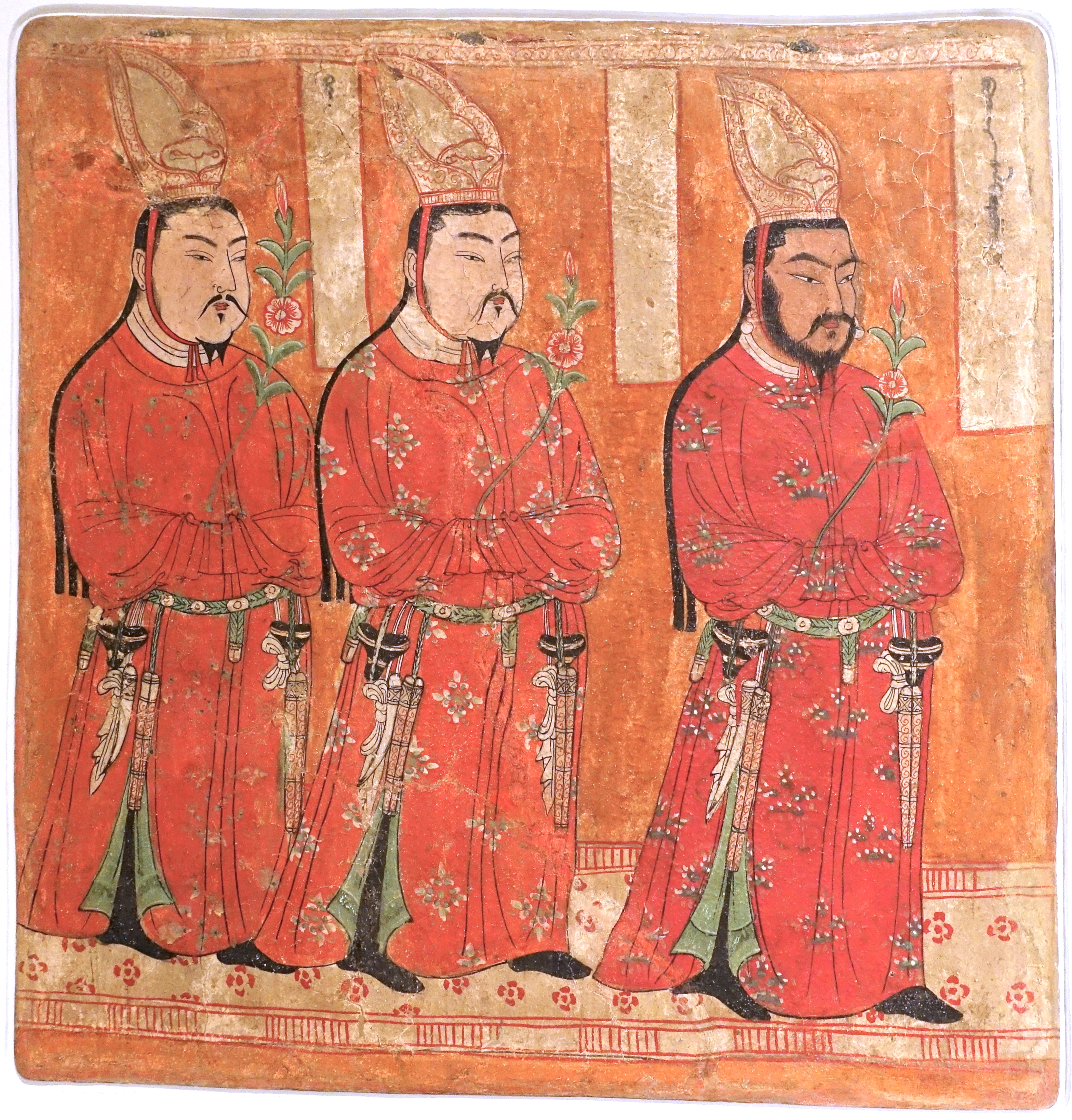
Уйгурские князья из пещеры 9 «Тысячи будд» Безеклика, Синьцзян, Китай, VIII—IX века н. э., роспись стен

Часть уйгуров переселилась в Восточный Туркестан и западную часть Ганьсу, где были созданы два независимых государства — Кянсуйское (ганьчжоуское) княжество (на территории современной провинции Ганьсу) с центром около современного города Чжанъе и Уйгурское идыкутство в Турфанском оазисе.
Изначально часть уйгуров в количестве до 500 человек переселилось на территорию племени шивэй на землях до среднего течения Амура и на земли племени хи на территории современной Внутренней Монголии, однако в 847 году кыргызы совершили поход на Амур против уйгуров и племени шивей, а китайцы — против племени хи, после чего эта часть уйгуров тоже бежала в Восточный Туркестан.
В восточной части Караханидского государства в государстве турфанских идыкутов Кочо в Турфане уйгуры постепенно ассимилировали местное, преимущественно ирано- и псевдо-тохароязычное население, передав ему свой язык и культуру и, в свою очередь, переняв традиции оазисного земледелия и некоторые виды ремёсел. В этот период среди уйгуров Турфана, Комула, религией которых были манихейство и шаманизм, распространились буддизм, затем и христианство (несторианство).
В этот же исторический период, начиная с X века, среди уйгуров Кашгара, Яркенда, Хотана распространяется ислам, к XVI веку вытеснивший другие религии на всей территории Восточного Туркестана.
С принятием ислама староуйгурское письмо было вытеснено арабской графикой.
К этому времени относится формирование современного уйгурского этноса с новоуйгурским языком.
Последним крупным этническим компонентом, вошедшим в состав современного уйгурского этноса, стали могулы (тюркизированные монголы) Манглай-Субе, осевшие в Восточном Туркестане в XIV—XV вв., состоявшие из таких племён как барлас, дуглат, нюгейт, арлат, чурас и другие. Политико-административная разобщённость в период XV—XVI вв., а также ряд других причин привели к тому, что этноним «уйгур» стал мало употребляться и был вскоре вытеснен религиозным самосознанием. Уйгуры именовали себя прежде всего «мусульманами», а также по региону происхождения — кашкарлык (кашгарец), хотанлык (хотанец) и др. или по роду занятия — таранчи (земледелец).
В XIII веке уйгурское государство Кочо было присоединено к монгольской империи Чингис-хана. Монголы заимствовали письменность, литературу, религиозную традицию у уйгуров, образованные уйгуры занимали важные должности при дворе монгольских ханов. Затем большая часть Кашгарии вошла в состав Чагатайского улуса. В 1348 году отколовшаяся часть Чагайского улуса стала Могольским ханством.
В 1514 году Султан-Саид-хан основал независимое ханство Мамлакат-и Могулийе (Могулия) со столицей в Яркенде. В XVI—XVII веках политическая жизнь в нём во многом определялась деятельностью исламских сект ходжей — «белогорцев» и «черногорцев», которые на протяжении двух веков соперничали друг с другом за влияние. В конце XVII века к власти пришел лидер белогорцев — Аппак Ходжа. К концу XVII века Могулия стала вассалом Джунгарского ханства, которое в 1755 году было захвачено цинским Китаем.
Национальное угнетение и жестокая эксплуатация вызывали многочисленные восстания уйгуров против империи Цин, а позднее — властей Гоминьдана.
В 1921 году на съезде представителей уйгуров в Ташкенте древнее самоназвание «уйгур» было восстановлено как общенациональное. По утверждению российского этнолога С. Абашина, выбор терминов „узбек“, „уйгур“, „таджик“ и других в Центральной Азии в качестве общенациональных имен был во многом случайным и «совершенно очевидно, что все они действительно насаждались в сознании людей в 1920—1930-е гг». Абашин считает, что факт голосования «трудящихся» в 1921 году, когда «было решено принять имя „уйгуры“, говорит как раз об «искусственном возникновении этого самоназвания и самосознания». Казахстанский ученый А. Камалов по-другому относится к этому вопросу. Он подчёркивает, что «формирование уйгурской национальной идентичности не было единовременным событием, а процессом, начавшимся задолго до 1921 года».
С уничтожением последней уйгурской государственности в 1949 году и с образованием в 1955 г. Синьцзян-Уйгурского автономного района властями КНР проводится целенаправленная политика по ассимиляции уйгуров прежде всего путём массового переселения в СУАР этнических ханьцев и искусственным ограничением рождаемости коренного уйгурского населения. В целом достижения в области просвещения и здравоохранения, развития культуры осложнены демографической, этнической и религиозной политикой китайского правительства. Большой проблемой является нарастание в среде уйгуров исламского экстремизма и жестокость репрессий со стороны государства.

### Этнические связи раннесредневековых уйгуров с монголами
Этнические связи средневековых уйгуров с монголами прослеживаются начиная с древнетюркской эпохи (V—X вв.). Тибетцы в древности, по-видимому, не отличали монголов от тюрков и считали монголов и уйгуров родственными племенами. Тибетцы именовали уйгуров и монголов общим именем «хор». В разные периоды уйгуры смешивались с остальными тюркскими и монгольскими племенами.
Крупным этническим компонентом, вошедшим в состав уйгуров, стали могулы — конгломерат тюркских и монгольских племён. Монгольское происхождение, как полагают исследователи, имеет одна из этнографических групп уйгуров, известные как доланы.
Востоковед Н. Я. Бичурина, живший в XIX веке, считал, что первоначальное ядро раннесредневековых уйгуров восходило к монголам. Согласно Н. Я. Бичурину, уйгуры (ойхоры) и их предшественники чи-ди, динлины (дили) и гаогюй (гаоцзюй) имели монгольское происхождение. По его мнению, гаогюй — потомки чи-ди: вначале они прозывались дили; позже прозваны гаогюйскими динлинами и ойхорами. А. С. Шабалов полагает, что племена чи-ди, дили, гаогюй и хойху (ойхор) первоначально говорили на разновидности монгольского языка.

### Государства Средневековья и Нового времени, национально-освободительное движение

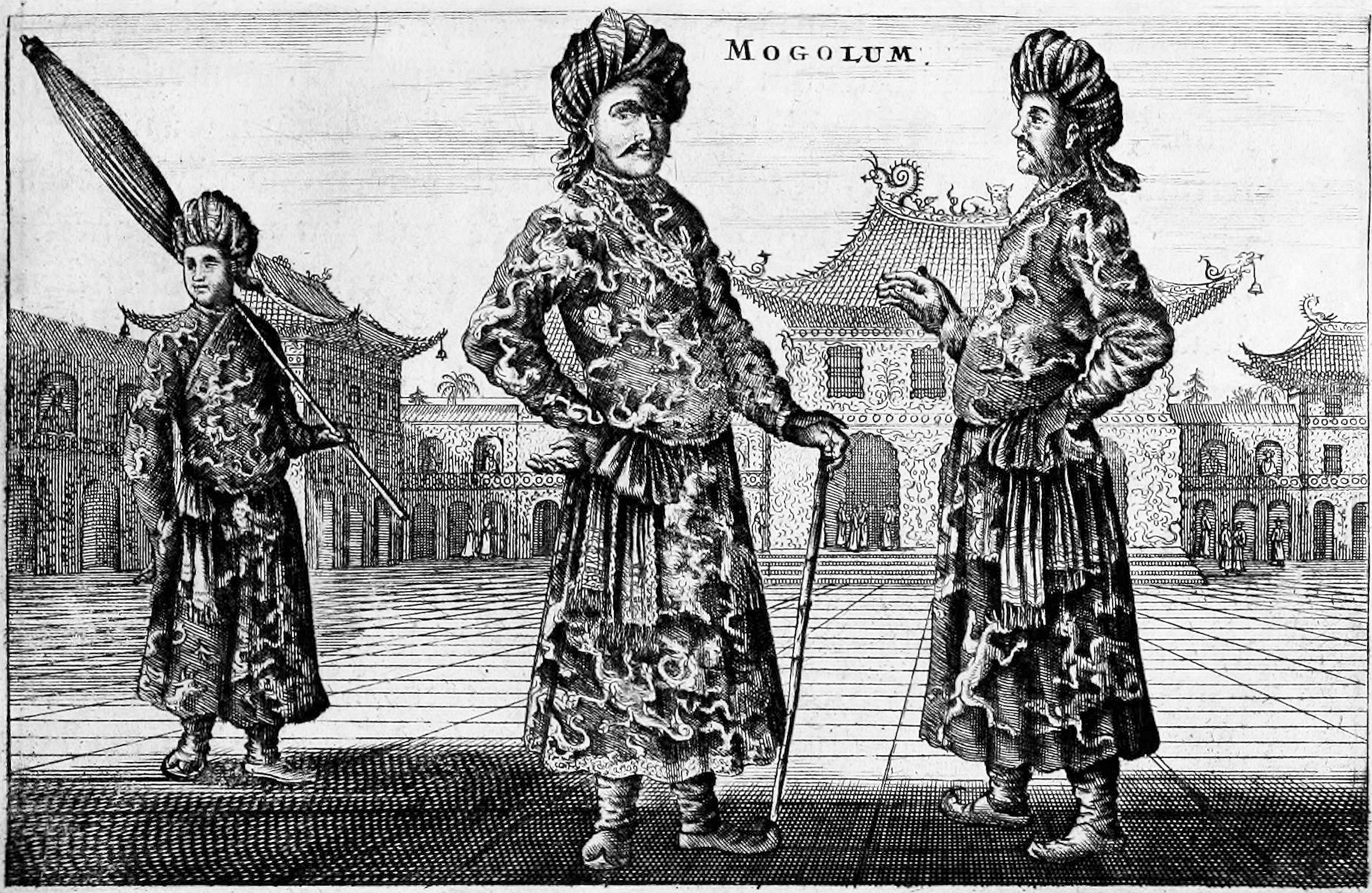
Турфанские послы в Пекине, 1656 г.

На протяжении двух тысячелетий предками уйгуров были созданы около десятка государств и полугосударственных образований, сыгравших огромную роль в истории Азии. Некоторые государства простирались от Тихого океана до Средней Азии, другие были небольшими городами-государствами, одни существовали сотни лет, другие не продерживались и года.
Последние уйгурские государства просуществовали недолго (Илийский султанат, Йеттишар, ТИРВТ, ВТР), но оставили сильные традиции в стремлении к приобретению своей государственности в мировоззрении уйгурского народа.
1. Уйгурский каганат — VIII—IX века
2. Уйгурское государство турфанских идыкутов Кочо — IX—XIV века
3. Ганьсуйское государство — IX—XI века
4. Могулистан — XIV—XVII века
5. Яркендское Саидийское ханство — XV—XVII века
6. Теократическое государство ходжей — XVII—XVIII века
7. Кумульское ханство — 1696—1930 годы
8. Турфанское ханство — 1696—1930 годы
9. Йеттишар — 1864—1877 годы
10. Илийский султанат — 1864—1871 годы
11. Исламская республика Восточный Туркестан — 1933—1934 гг.
12. Восточно-Туркестанская Революционная республика (ВТР) — 1944—1949 гг.

|                   |                    |                   |
| Уйгурский каганат | Яркендское ханство | Илийский султанат |

## Этнографические группы
Исторически современный уйгурский этнос формировался в сложных политико-географических условиях региона Восточного Туркестана из отдалённых территориально друг от друга групп населения зачастую различного этнического происхождения. В настоящее время в уйгурском этносе сохраняется деление на этнографические группы (субэтносы) — юрты (уйг. ﻳﯘﺭﺗﻼﺭ / юртлар‎):
| - турфанцы - кашгарцы - комульцы - хотанцы | - аксуйцы - яркендцы - доланы - лобнорцы | - чугучакцы - учтурфанцы - кульджинцы - атушцы | - кучарцы - корлинцы - мачины - полурцы |  | - абдалы |  |

Для каждой этнографической группы уйгуров характерны свои особенности культуры. Большая часть этих групп образовались как этно-территориальные группы вследствие существенного расстояния между исторически сложившимися древними оазисными поселениями, разделёнными непригодными для жизни человека песками пустыни Такла-Макан. Некоторые из групп сформировались из предшествовавшего племенного деления или незавершённости ассимиляции групп иного этнического происхождения.

Галерея
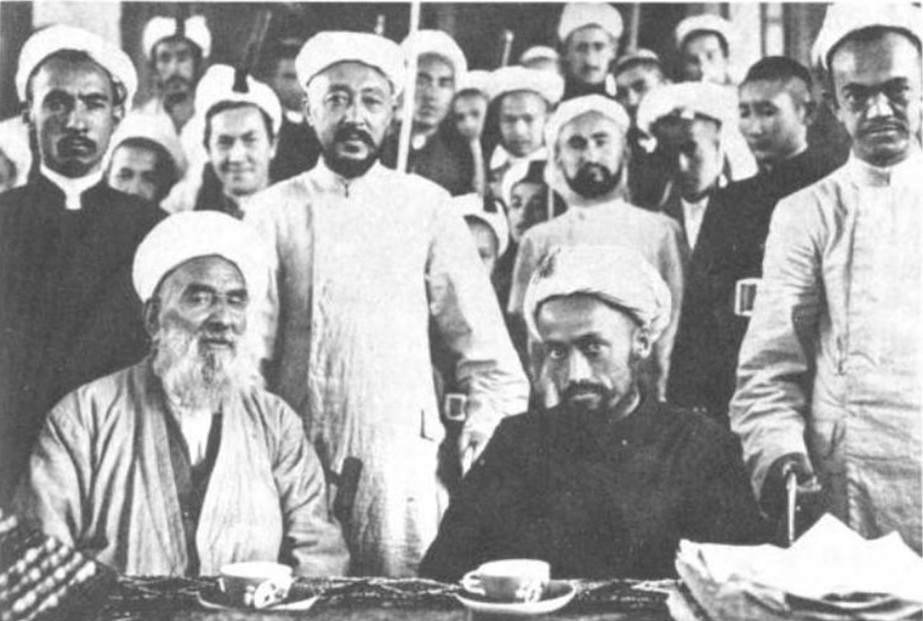
Хотанцы. Духовные лица, 1933 год
Турфанцы, конец XIX века
Мачинцы, конец XIX века
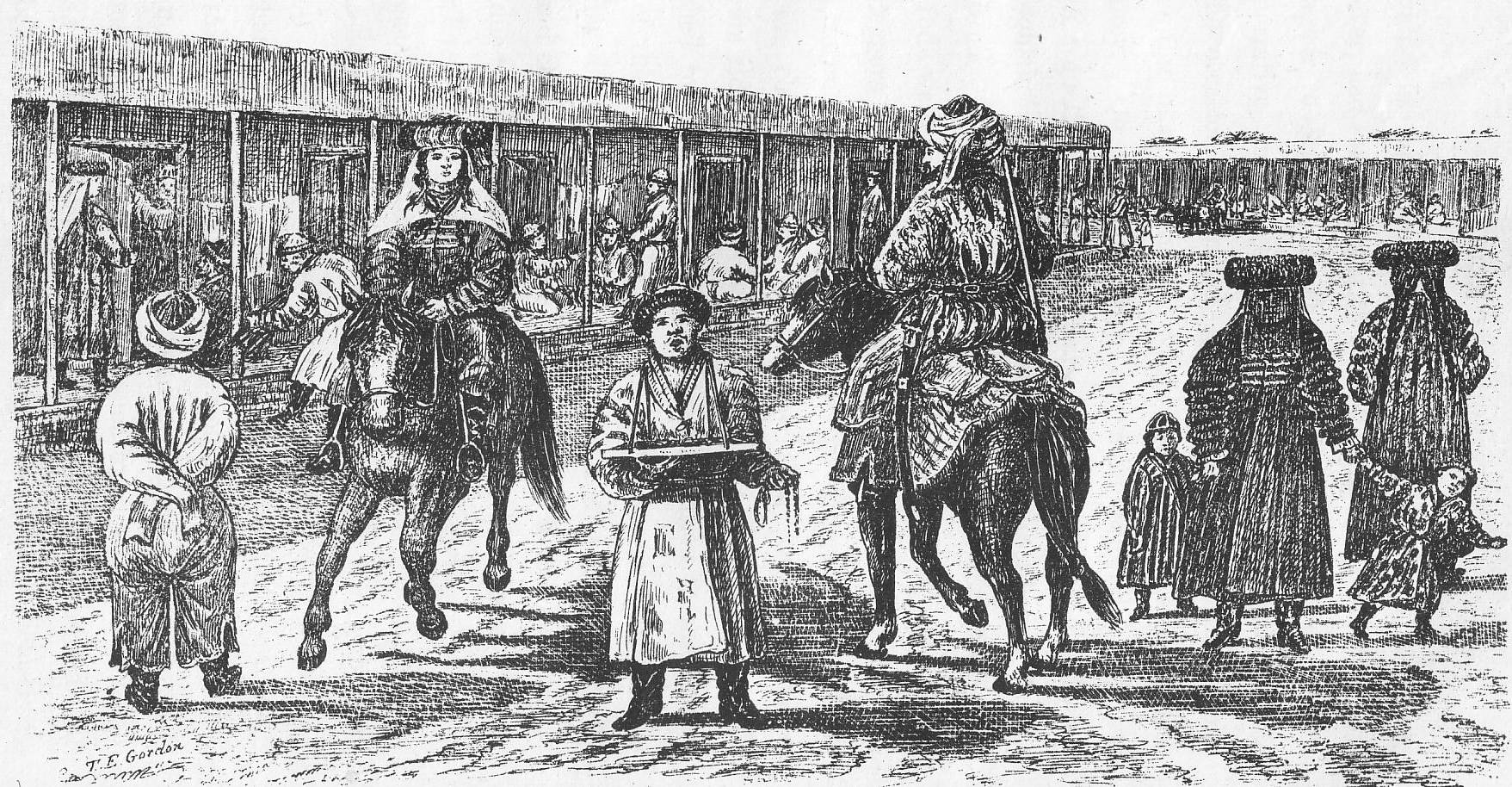
Яркендцы, 1870 год
Ходжа Нияз, кумулец, президент ТИРВТ
Кашгарцы, участники уйгурского восстания в 1930-е годы
Илийские уйгуры (таранчи) в Кульдже, конец XIX века
Муса бай хаджи, атушец, богатейший уйгурский купец и промышленник конца XIX века
Кучарцы: Тимур-бег с братьями, 1933 год
Лобнорцы, конец XIX века
Полурец, духовное лицо, конец XIX века
Аксуйцы, 1933 год
Кумулец, конец XIX века
Кумульцы, конец XIX века

## Генетика уйгурского этноса

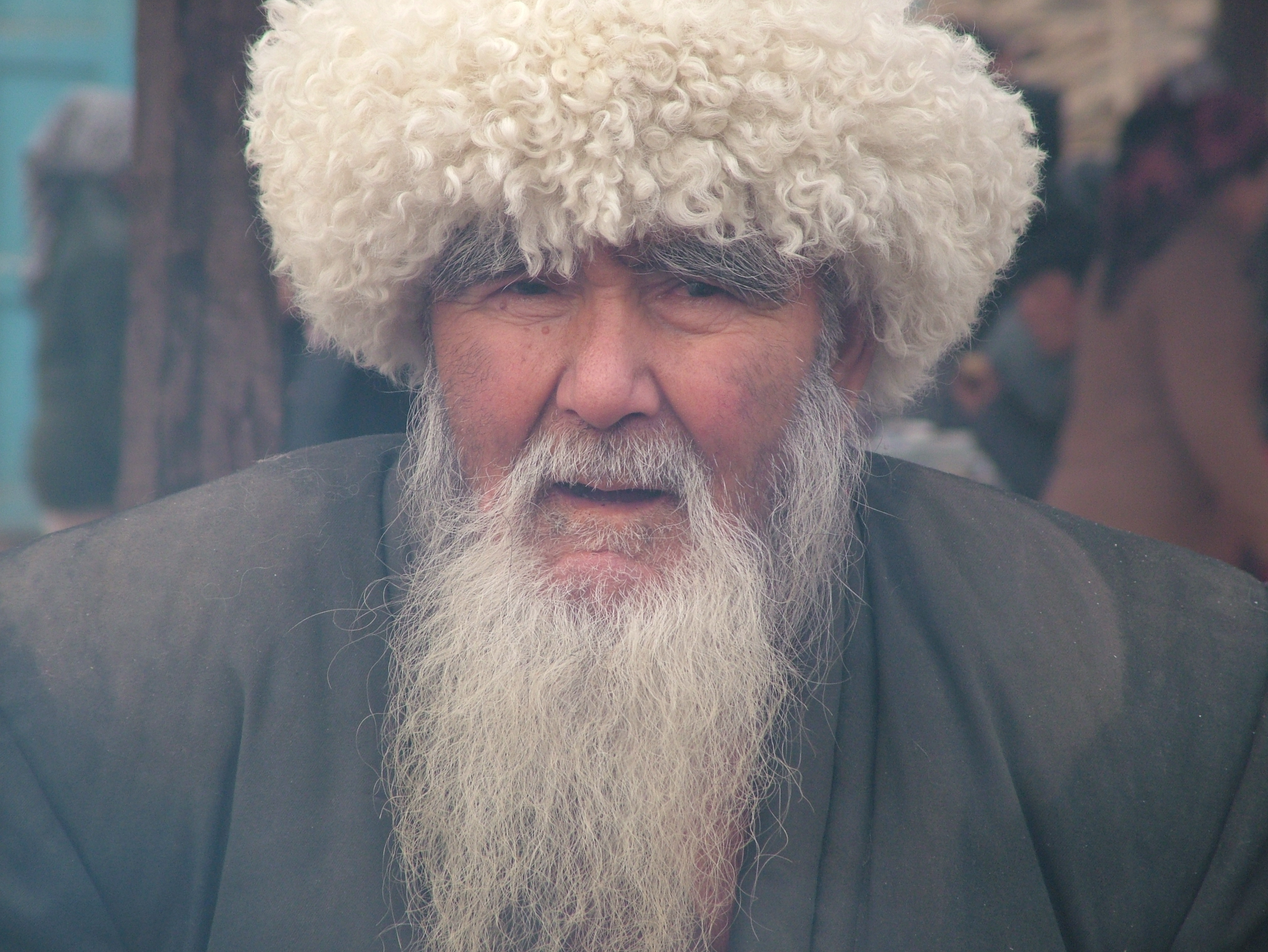
Уйгурский старик

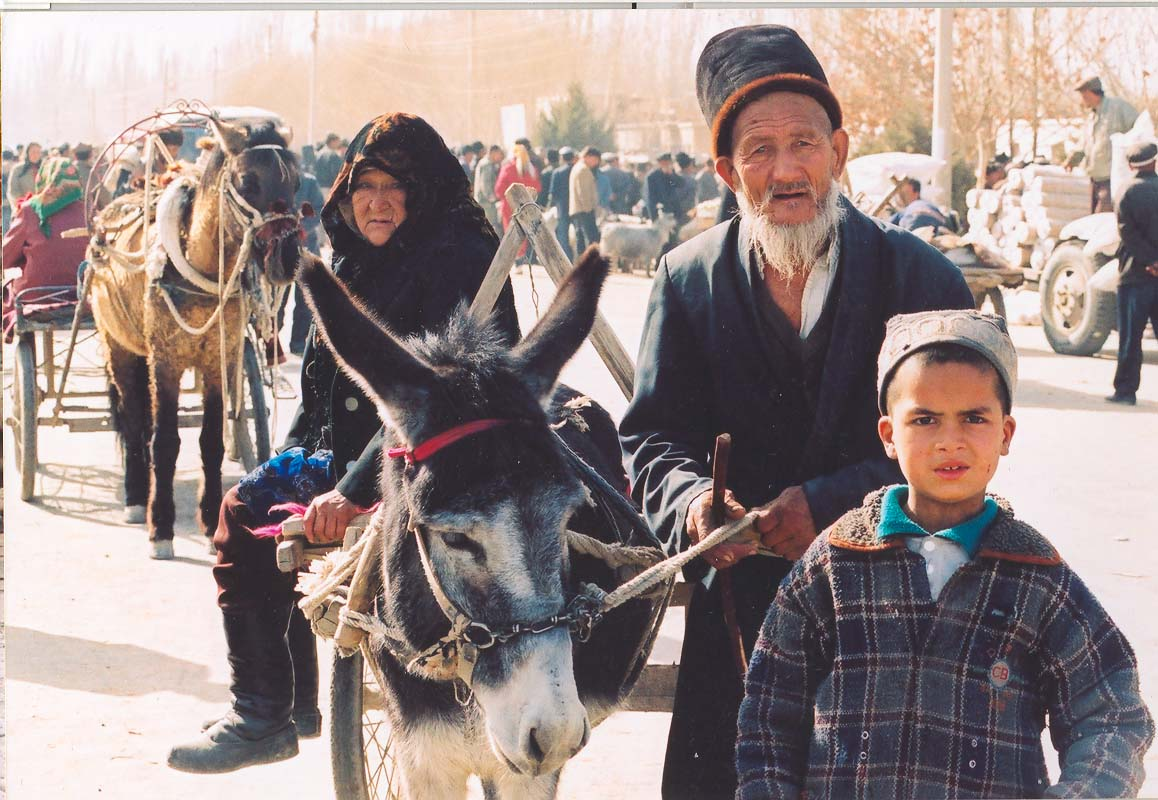
Уйгуры в Кашгаре

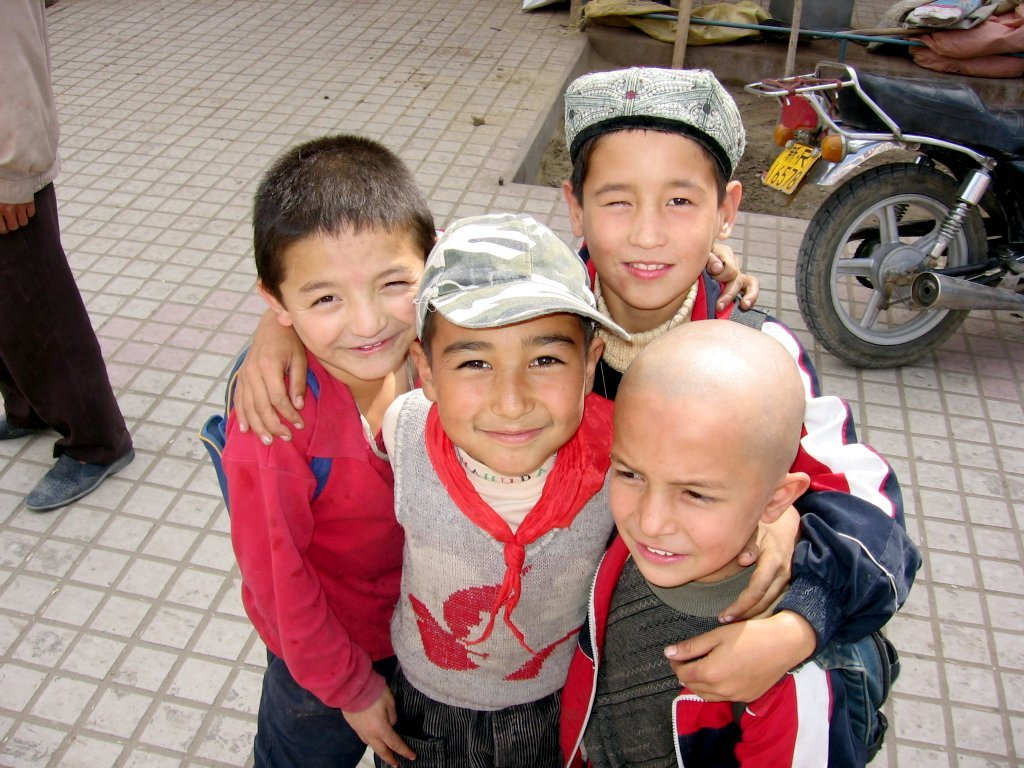
Уйгурские мальчики, Хотан

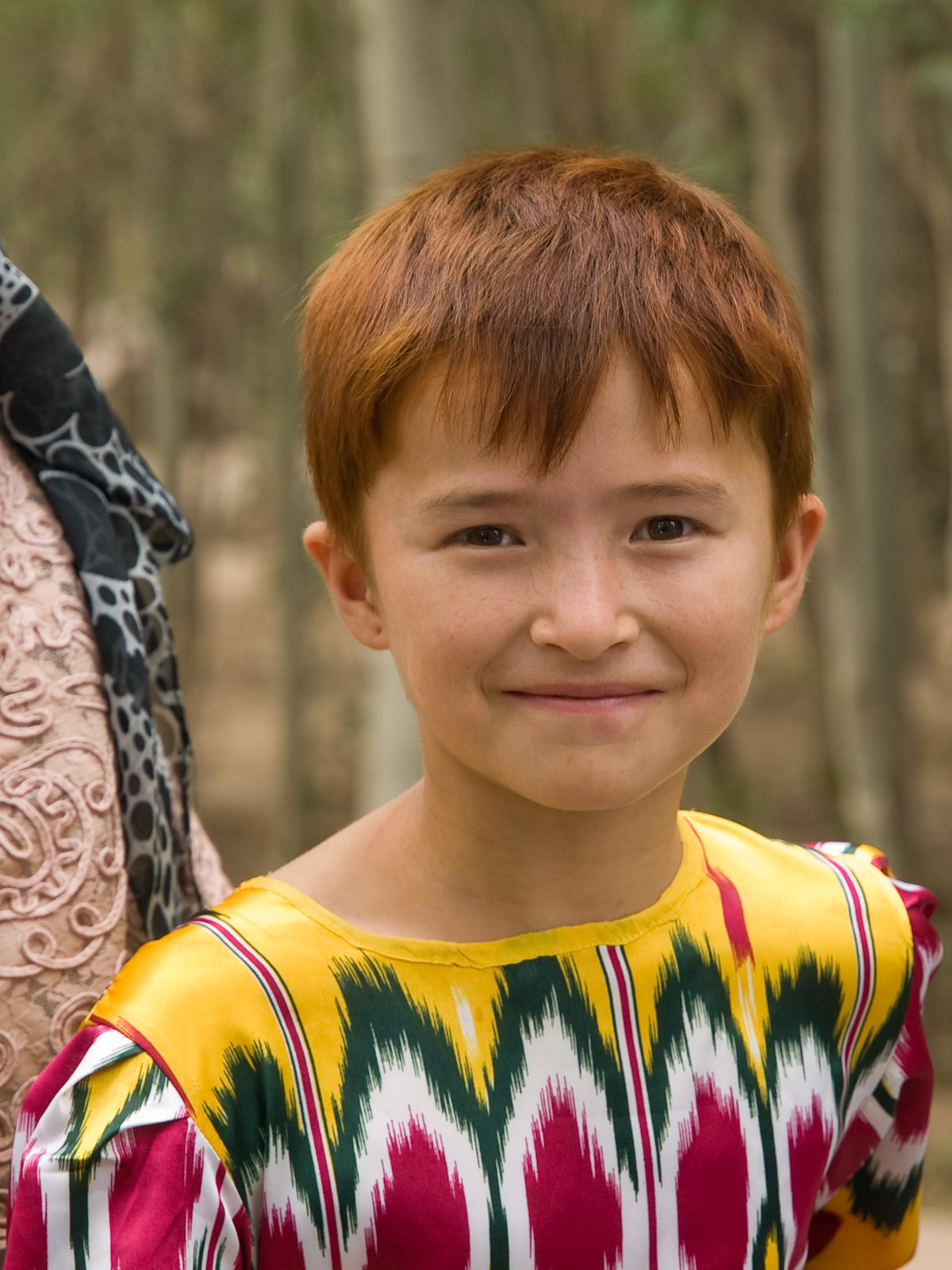
Уйгурская девочка в одежде из ткани с характерным для уйгуров дизайном

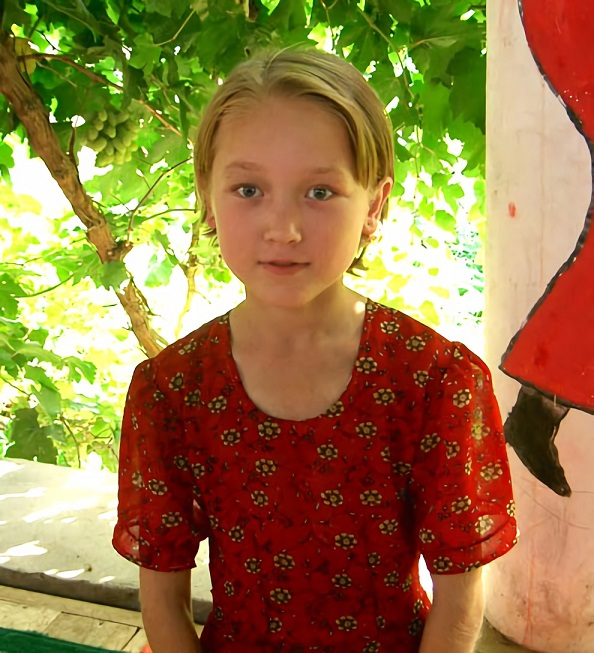
Уйгурская девочка в Турфане

При исследовании генного материала у людей только из Хотана — это небольшой город-округ с населением 322 000 человек — выяснилось, что живущие там уйгуры имеют 60 % европейских генов и 40 % восточноазиатских. В Южном Синьцзяне европейский компонент в геноме составил 52 %. При этом в северной части исследованной области доля европейских генов падает до 47 %. Более крупное исследование, с большим количеством материала и с большим охватом местности, выявило, что в общей генетической картине присутствует только 30 % европейского компонента.
При исследовании мтДНК (женская ДНК), получены следующие данные. Частота западно-евразийской гаплогруппы в уйгурах составляет 42,6 %. Частота восточно-азиатской гаплогруппы — 57,4 %. При уточнении данных по Y-ДНК гаплогруппам (мужская ДНК) — западно-евразийский компонент — до 65 %, восточно-азиатский компонент — от 30 % до 35 %. Подобное соотношение генных компонентов может быть вызвано двумя причинами:
- Как итог непрерывного потока генов из популяций европейского и азиатского регионов[58].
- Как итог формирования одним большим миграционным потоком в относительно краткий исторический период (т. н. модель гибридной изоляции). Если принимать во внимание эту теорию, то подобный период был возможен 126 поколений, или 2 520 лет тому назад (если одно поколение считать за 20 лет)[59].

Согласно теории китайских учёных, изложенной в статье в American Journal of Human Genetics, западно-азиатское население теснее связано с уйгурами, нежели население Восточной Азии. Анализ исторических данных указывает на то, что уйгуры сформировались путём смешения между тохарами с Запада и орхонскими уйгурами с Востока в VIII веке нашей эры. Уйгурская империя изначально находилась на территории нынешней Монголии и завоевала племена тохаров в Синьцзяне. Археологические находки на тохарских раскопках указывают на сходство с северными и центральными европейцами. Уйгуры из региона Орхон демонстрируют явно восточно-азиатское происхождение. В Синьцзяне произошло смешение этих двух этнических общностей, а позже карлуков, и в итоге появились нынешние уйгуры. Затрудняет окончательную идентификацию прошлой генетической истории уйгуров то, что неизвестна точная генетика ассимилированных уйгурами тохаров.
Общий вывод исследований: уйгуры в по части генетики больше схожи с Восточной Азией, если учитывать именно всё население, составляющее уйгурский этнос, то есть учитывать как можно более широкую выборку генетического материала, а не локальную, из одной области. Первичные выводы о том, что в уйгурах превалирует европейский компонент, вызваны тем, что при ранних исследованиях охват населения был очаговым и не включал многие районы Синьцзян-Уйгурского региона. Медианная линия Евразийского генетического компонента лежит к Западу от Синьцзян-Уйгурского автономного района, это выяснилось при исследовании 34 популяций на его территории.
Подобная смешанная генетика в современный период послужила причиной того, что девушки уйгурской национальности стали очень популярны в индустрии моды в Китае в силу своей экзотической внешности, но при сохранении заметной доли восточно-азиатских стандартов. В начале XXI века уйгуры составляют большую долю относительно своей численности в индустрии моды Китая. В театрах Китая актёры-уйгуры тоже популярны, в силу того что их внешность позволяет им играть роли иностранных персонажей, но при этом они могут безупречно говорить по-китайски.

## Расселение и численность

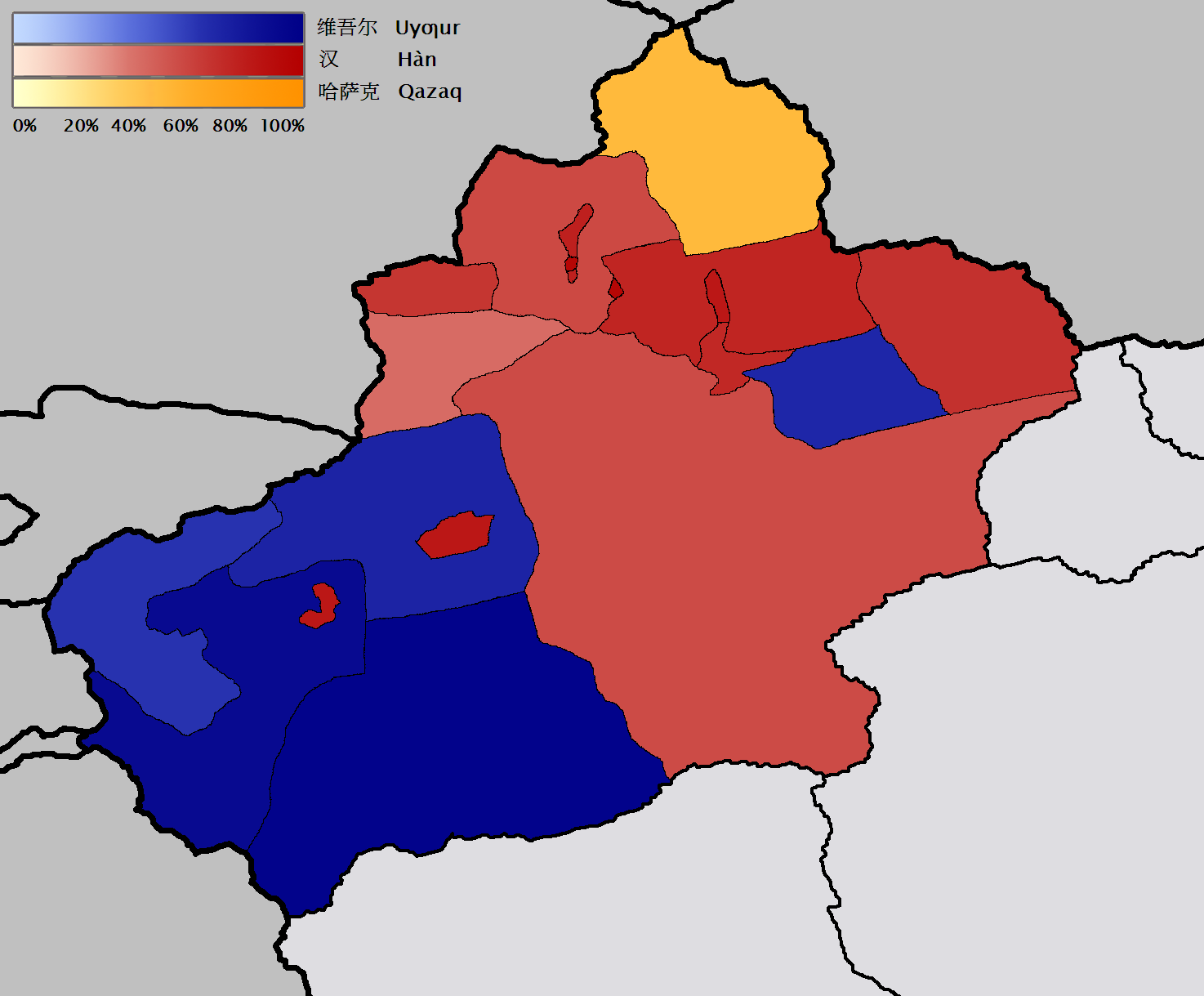
80 % уйгуров СУАР проживают на юго-западе региона (в префектурах Кашгар, Хотан, Кызылсу-Киргизский автономный округ и Аксу). Также крупные анклавы уйгуров имеются в Кумуле, Турфане, Урумчи, Чугучаке, Или, и в районе Лобнора.

Крупнейший тюркский и второй после хуэй (дунгане) мусульманский народ в Китае. Основная территория расселения северо-западная часть КНР (Восточный Туркестан или Синьцзян-Уйгурский автономный район) и приграничные районы Казахстана и Киргизии.
Согласно официальным китайским данным численность уйгуров в КНР составляет приблизительно 11 миллионов человек. Согласно «Правительству Восточного Туркестана в изгнании» неофициальная численность уйгуров достигает 35 миллионов. Подавляющая часть уйгуров проживает в Восточном Туркестане/СУАР, где они являются крупнейшим народом, составляя 45 % населения региона, также небольшие общины проживают в крупных городах восточной части Китая. Небольшой анклав уйгуров численностью около 7 тысяч человек имеется также в провинции Хунань, на юго-востоке КНР, где они проживают уже несколько столетий.
За пределами Китая численность уйгуров — приблизительно 0,5 млн. Они представлены во многих странах, но большая часть проживает в сопредельных с Китаем бывших советских республиках Средней Азии, где их численность — около 400 тысяч. Из них в Казахстане — 300 тысяч, в Киргизии — 60 тысяч, в Узбекистане — 50 тысяч.
Крупная уйгурская диаспора существует в Турции. Уйгурские общины также имеются в Пакистане, ОАЭ, Германии, Бельгии, Нидерландах, Великобритании, Швеции, Канаде, США, России, Японии, Австралии, Таджикистане.
Уйгурские диаспоры можно обнаружить в таких городах мира, как Сидней, Пекин, Шанхай, Мекка, Алма-Ата, Бишкек, Мюнхен, Душанбе. Уйгурским общинам свойственна традиционная самоорганизация в виде махалля, во главе которых стоят выборные старшины жигит-беши (йигит-беши). Обычно общины входят в уйгурские общественные организации, объединяющей организацией которых, в свою очередь, является Всемирный уйгурский конгресс.

## Язык и письменность

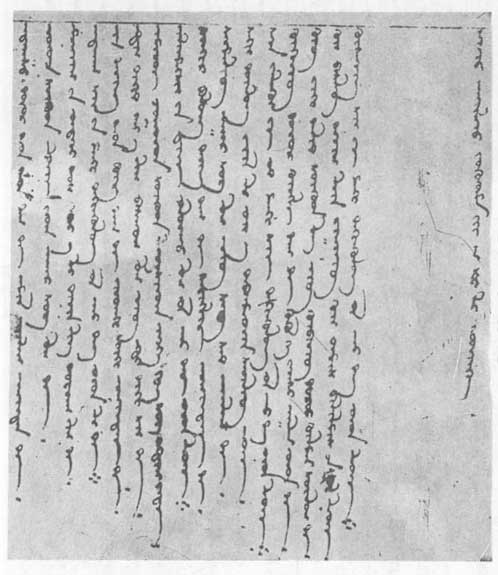
Фрагмент произведения, на уйгурском языке уйгурским письмом «Хуастуанифт» — «Покаянная молитва», была датирована советским учёным С. Е. Маловым около V—VI вв. н. э.

Современный уйгурский язык (новоуйгурский) является прямым преемником уйгурско-караханидского языка. Входит в карлукскую группу тюркских языков. Делится на три диалекта (центральный, хотанский, лобнорский) и множество говоров.
На протяжении истории уйгуры и их предки сменили несколько письменностей. Приблизительно в VI веке предки уйгуров создают древнеуйгурское письмо на основе согдийского. Уйгурское письмо получило широкое распространение среди восточных народов (тюрки, монголы, маньчжуры) и было одним из официальных письмен Монгольской империи и державы Тимуридов. Этот вид письма использовался некоторыми группами уйгуров (кумульцы, турфанцы) вплоть до XVI в.
Начиная с X в., с принятием частью коренного населения Восточного Туркестана (кашгарцы, атушцы, хотанцы) ислама, среди уйгуров получает распространение арабское письмо, которое постепенно к XVI в. вытесняет окончательно староуйгурское письмо и до настоящего времени используется уйгурами в Восточном Туркестане. Уйгуры Центральной Азии используют письмо на основе кириллицы, введённой в советское время.

## Культура, традиции, религия

### Религия
В древности уйгуры были тенгрианцами, манихеями, буддистами, христианами. Манихейство было религией Уйгурского каганата. Буддизм был религией Уйгурского идыкутства.
На сегодняшний день абсолютное большинство верующих уйгуров — мусульмане-сунниты ханафитского мазхаба. Принятие ислама предками уйгуров относится к периоду правления караханидского правителя Сатук Абдукерим Бограхана (X век).

### Культура
Традиционные занятия уйгуров — торговля, земледелие, различные виды ремёсел, отгонное животноводство, у некоторых групп пастбищное животноводство (кумульцы, мачинцы и др.). Для лобнорских уйгуров было характерно занятие рыболовством и охотой.
Уйгуры создали богатую и своеобразную культуру (монументальная культовая архитектура, музыкальные и литературные произведения, фресковая живопись и миниатюра).

#### Музыка
Ключевое произведение древней уйгурской музыки — 12 мукамов. Существует также бесчисленное множество песен, народных инструментальных музыкальных произведений и др. Музыкальные инструменты — тамбир, дутар, равап, сатар, геджак, най, дап и многие другие (до 62 видов).
12 мукамов были внесены ЮНЕСКO в список нематериального наследия человечества.

#### Танцы
Санам — популярный народный танец. Обычно его танцуют на свадьбах и других праздниках. Танцы могут сопровождаться музыкой и пением.
Сама — танец, который обычно танцуют на праздник Новруз, последний день Рамадана и Курбан-айт. Уйгурский ручной барабан под названием «Дап» обычно используется в качестве аккомпанемента для уйгурских танцев.

#### Архитектура
| |  | |  |                                                                                            |
| Пещера Мын Уй (рус. «Тысяча домов»), архитектура доисламского периода, VIII—X вв., Безеклик, Турфан, Восточный Туркестан (СУАР) |  | Мавзолей султана основателя Караханидского государства Сатук Абдукерим Бограхана (X в.), г. Атуш, Восточный Туркестан (СУАР) |  | Мавзолей правителей Яркендского ханства, XVI—XVIII вв., Яркенд, Восточный Туркестан (СУАР) |

Уйгурскую архитектуру можно условно разделить на два исторических периода — архитектура доисламская и исламская.
Среди памятников исламской уйгурской архитектуры — Мавзолей Аппака Ходжи, Мавзолей Тоглук-Тимура, Ид Ках.

### Традиции

#### Мужские союзы
Среди уйгуров до настоящего времени широко распространены мужские союзы — оттуз огул. Оттуз оғул в переводе с уйгурского языка — «тридцать парней» или «тридцать джигитов»; обычно в этот союз вступают мужчины определённой возрастной группы, которые возглавляются избираемыми лидерами. В задачи оттуз огул входят взаимопомощь и поддержка членов союза любым способом.
Мэшрэп — старинный обычай, который соблюдают уйгуры; иначе это «вечер отдыха». Он начинается поздней осенью и продолжается до весны, собирая в своём кругу мужчин одного возраста, проживающих в одном районе или селе, имеющих общие интересы. Участников таких собраний называют «тридцать джигитов» — оттуз огул.
Мэшрэп — это школа этического и эстетического воспитания. Он выявляет людей одарённых музыкальными или поэтическими способностями и является школой воспитания дисциплины и ответственности перед коллективом. В самом начале собрания его участниками избирается глава — жигит-беши, имеющий право назначить музыканта, танцора, повара. Избирается также судья — кази, который может наказать отступившегося члена мэшрэпа.
Такие собрания сопровождаются пением народных песен, мукамов, общими танцами, но здесь не только отдыхают и веселятся. Участник таких встреч может почерпнуть для себя много нового и полезного путём бесед и обсуждений из всех областей жизни. Может поэтому уйгуры называют невежественного человека мәшрәп көрмигән («не видевший мэшрэпа»).
В настоящее время китайским правительством официально запрещены мэшрэпы после событий 1997 года в Кульдже, но, несмотря на запреты, уйгуры от своих традиций не отказываются.

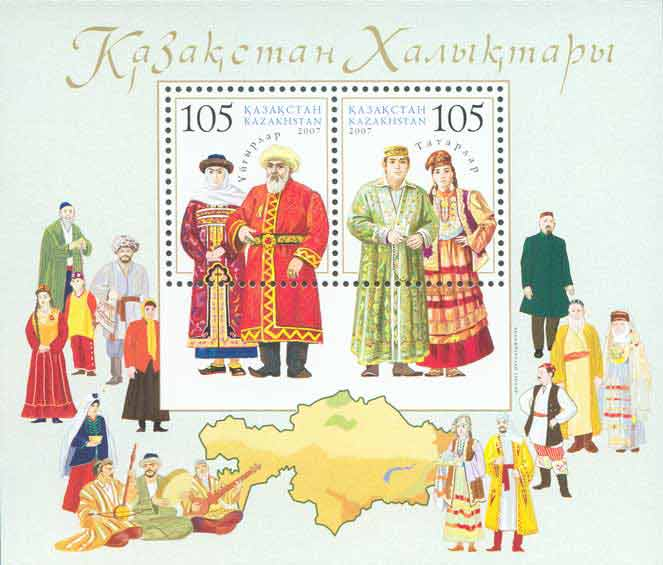
Уйгуры и татары в национальных костюмах. Почтовая марка Казахстана, 2007 г.

У уйгуров Восточного Туркестана сохранилась традиция повседневного ношения холодного оружия, национальные уйгурские ножи, пчак. Пчак на протяжении столетий были мужским символом и традиционным холодным оружием уйгуров. С младенческих лет мальчикам в колыбель под подушку кладут пчак. Ремеслом изготовления ножей занимаются семьи оружейников «пчакчи» на протяжении многих поколений. Наиболее известный район изготовления ножей — древний уйгурский город Янгигисар, где почти всё население с древнейших времён занимается этим ремеслом. 
 Знаменитые уйгурские ножи с наборными рукоятками и логотипом мастера, выгравированным арабской вязью на вороненом лезвии, лежат повсюду. И шмыгают в темноте фигуры с традиционными ножами на поясах.

#### Семейные традиции
В уйгурских семьях существует традиция, согласно которой младший или единственный сын остаётся в доме родителей, старшие же, обзаведшиеся семьёй, отделяются от родителей.
Браки заключаются исключительно между единоверцами. Строго порицается выдача девушки замуж за иноверца. По традиции решающим фактором при выборе жениха (невесты) является воля родителей. Акт бракосочетания должен быть подтверждён духовным лицом — ахуном, имамом. Согласно обычаям, после прочтения имамом суры из Корана молодожёны съедают лепёшку, размоченную в воде, куда добавляются соль, молоко и чай.

Галерея
Мечеть Ид Ках (1442), Кашгар
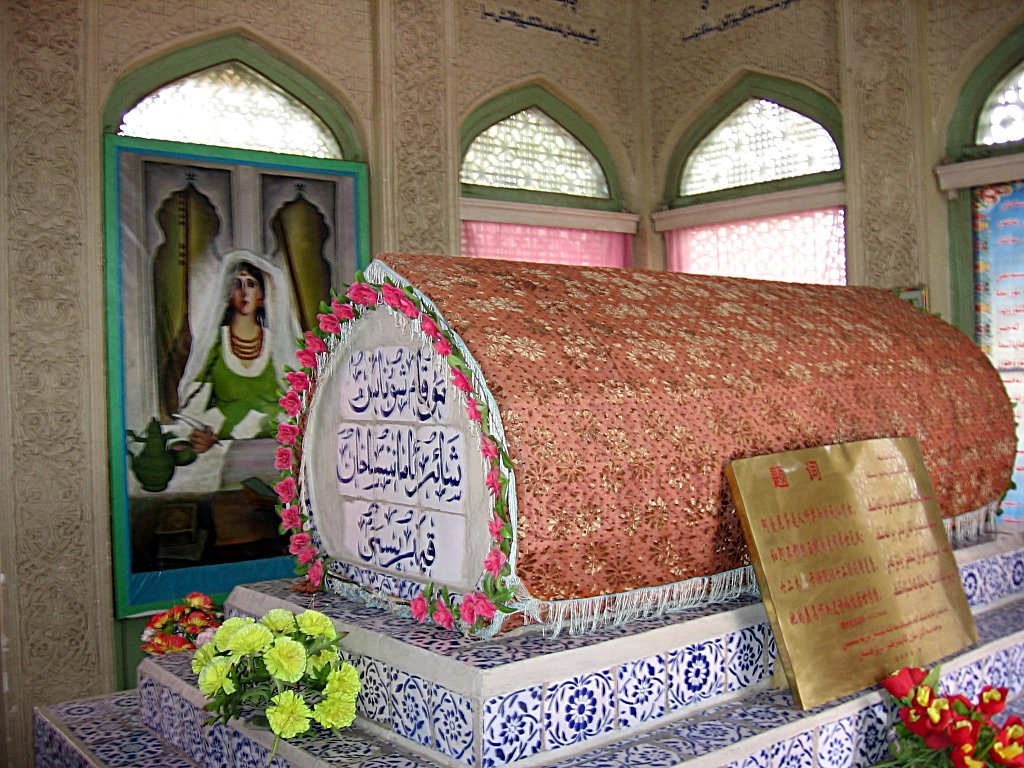
Гробница Амманисахан, жены султана Абдурашитхана, собирательницы уйгурского мукама. XVI век, Яркенд
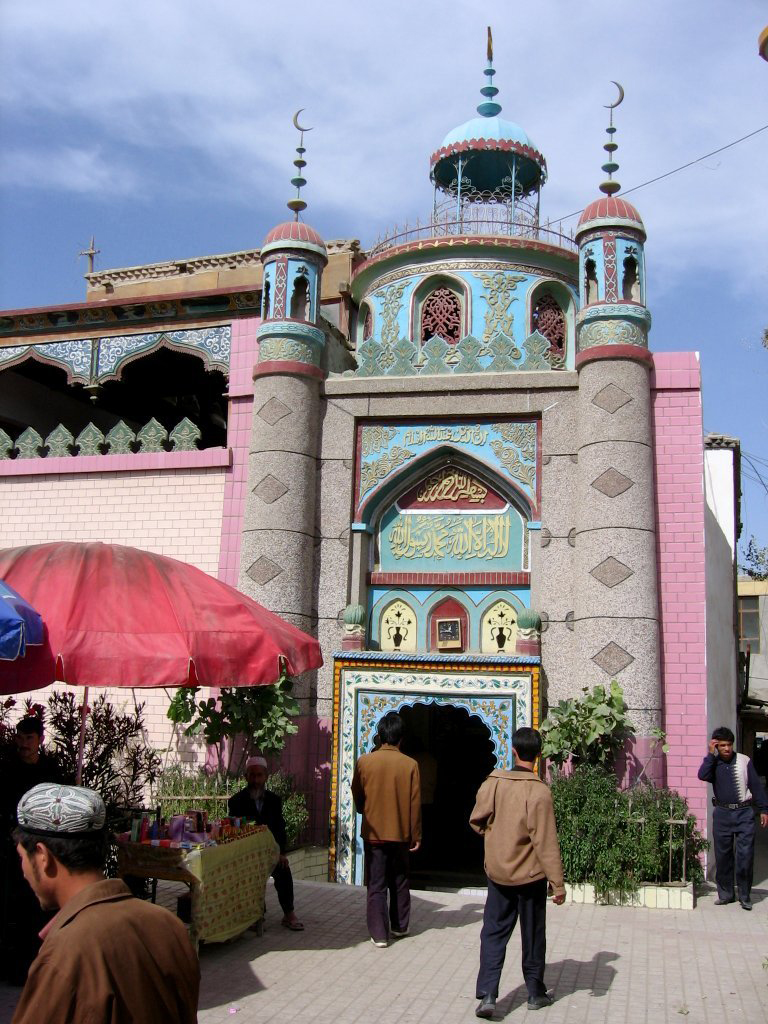
Мечеть в традиционном уйгурском стиле, Хотан
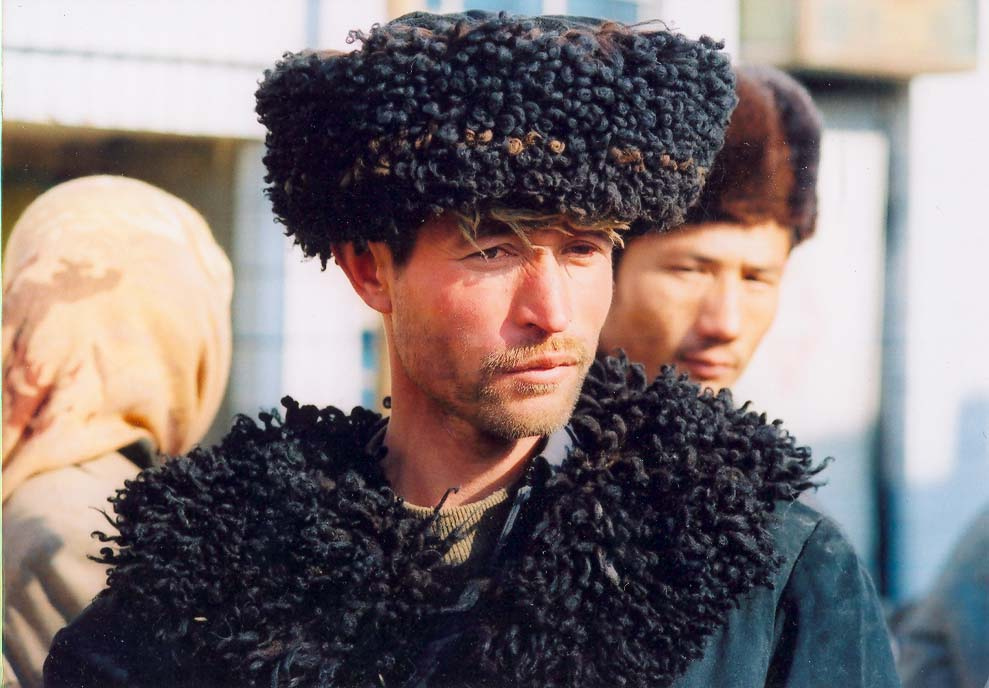
Уйгурский мужчина в Кашгаре
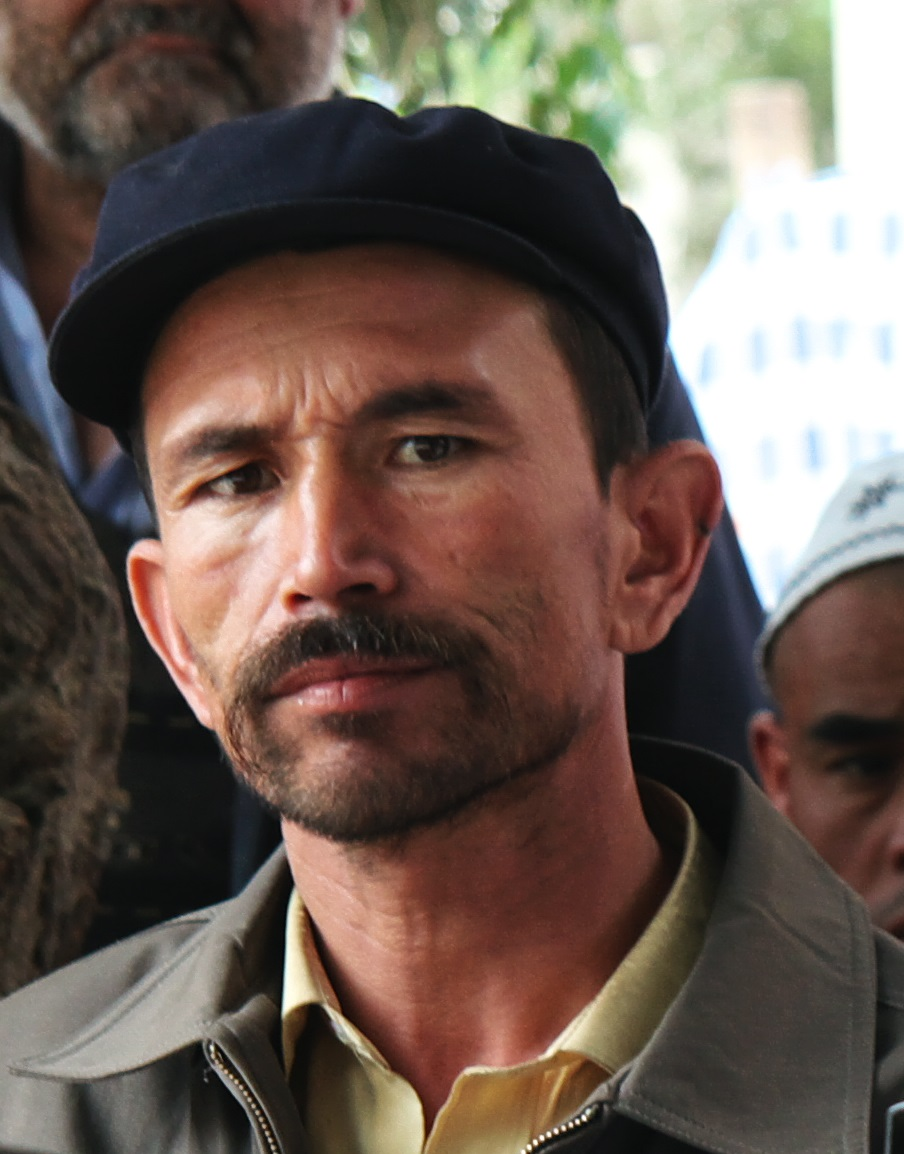
Уйгурский мужчина в Яркенде
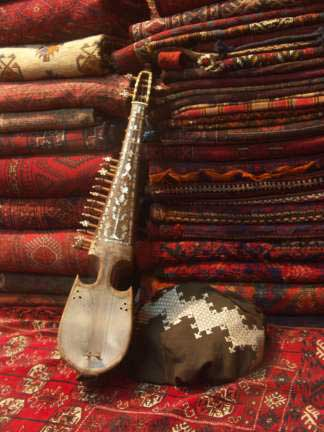
Равап, традиционный музыкальный инструмент
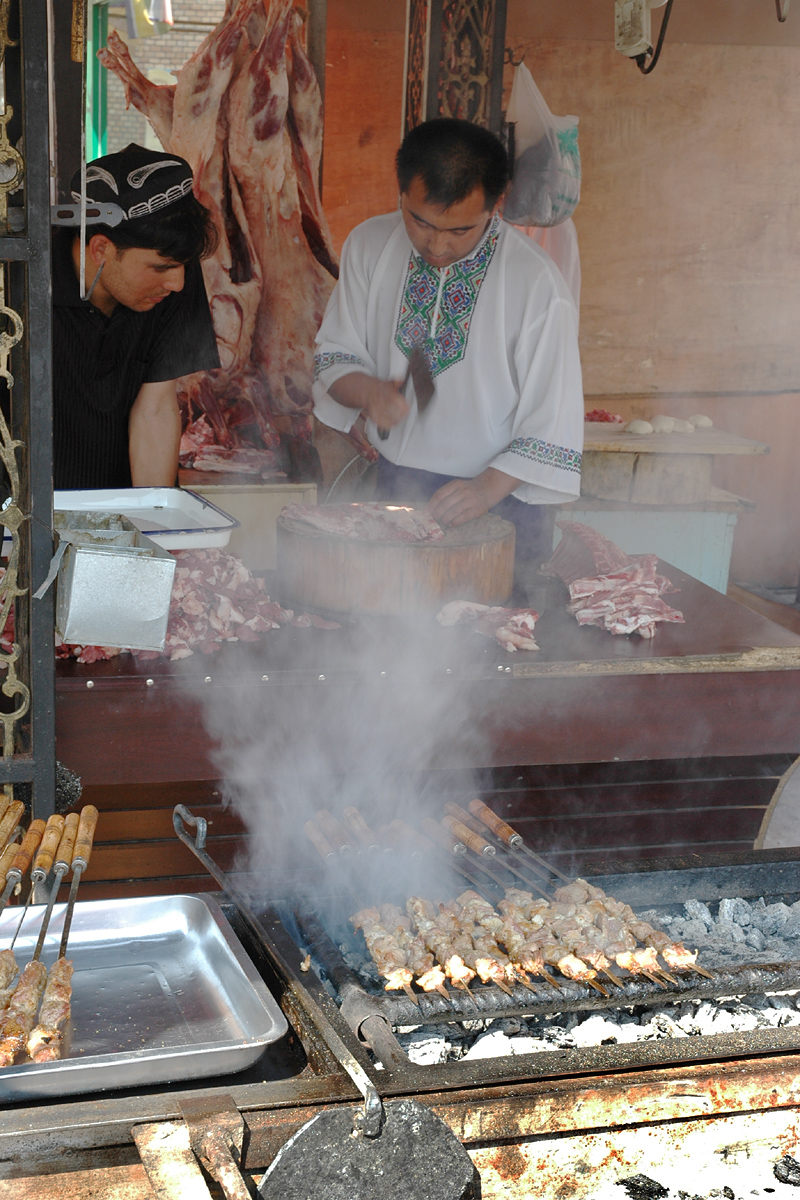
Уйгурская шашлычная
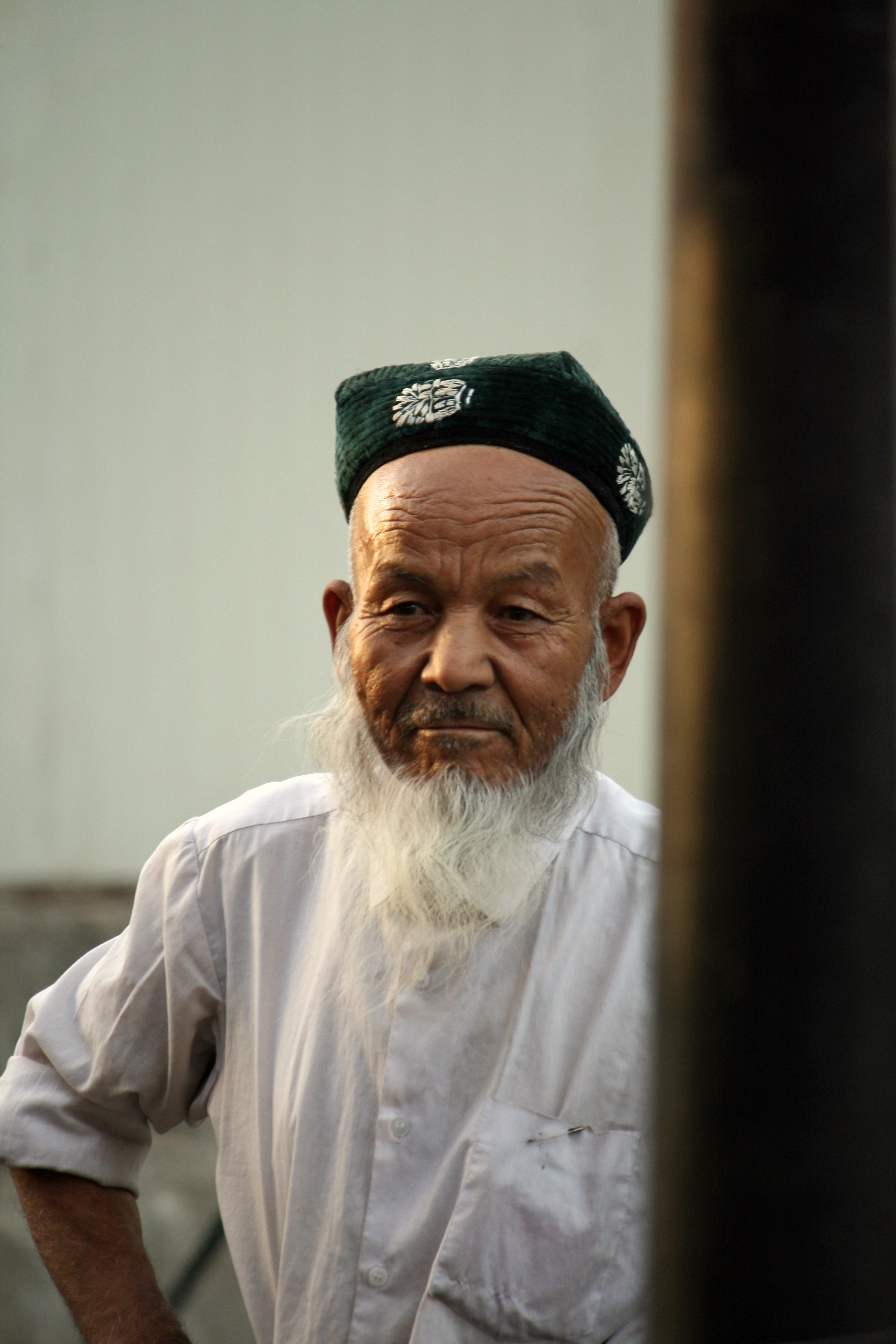
Пожилой уйгур
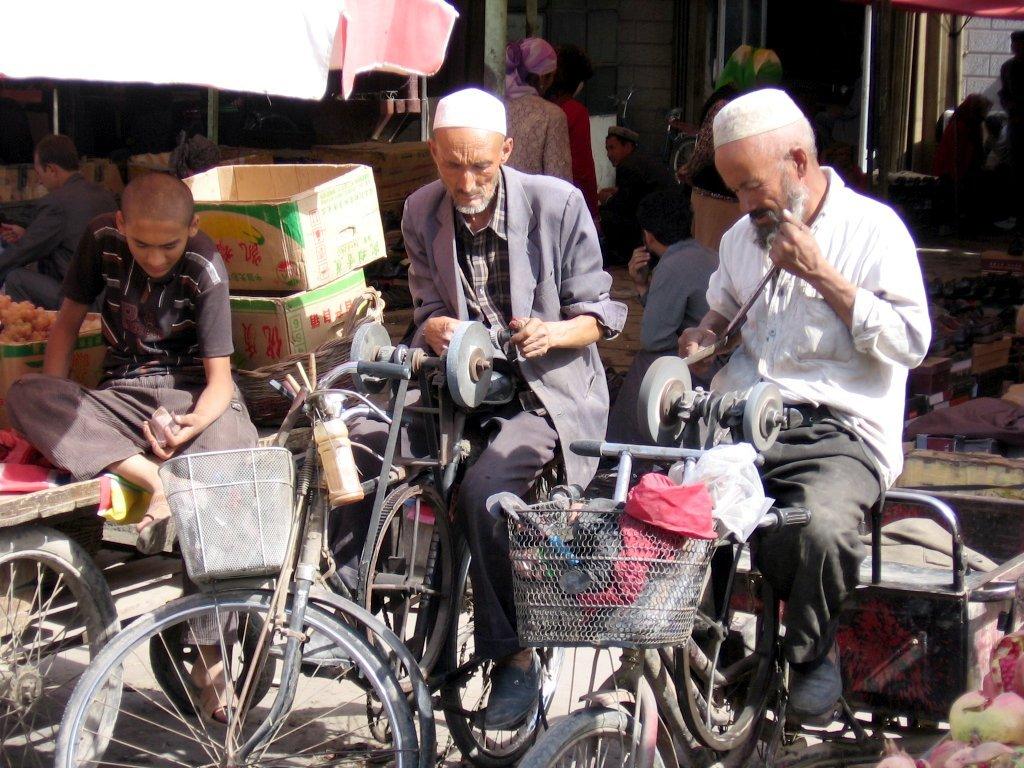
Уйгурские мужчины в Хотане
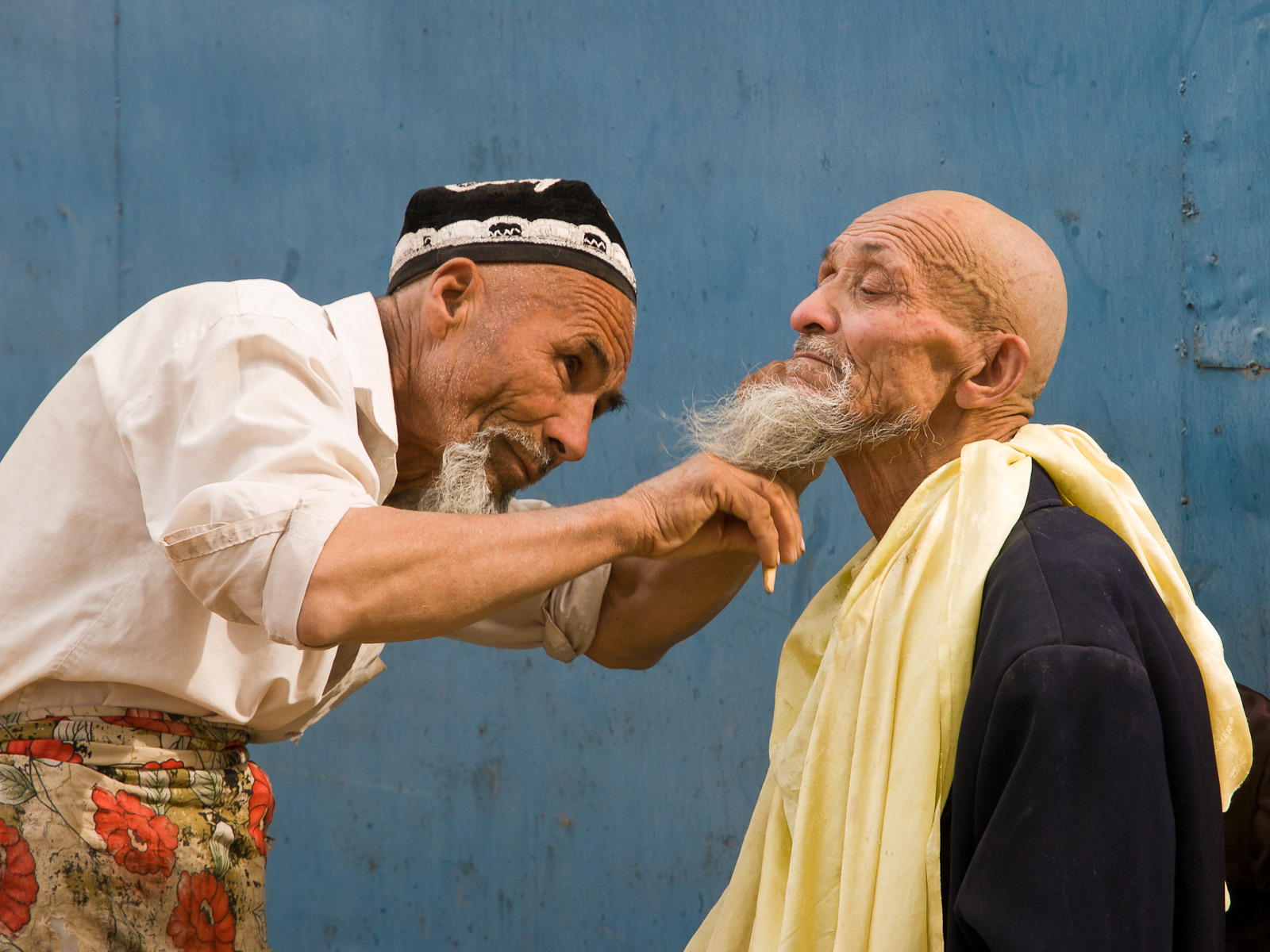
Уйгурская парикмахерская в Кашгаре
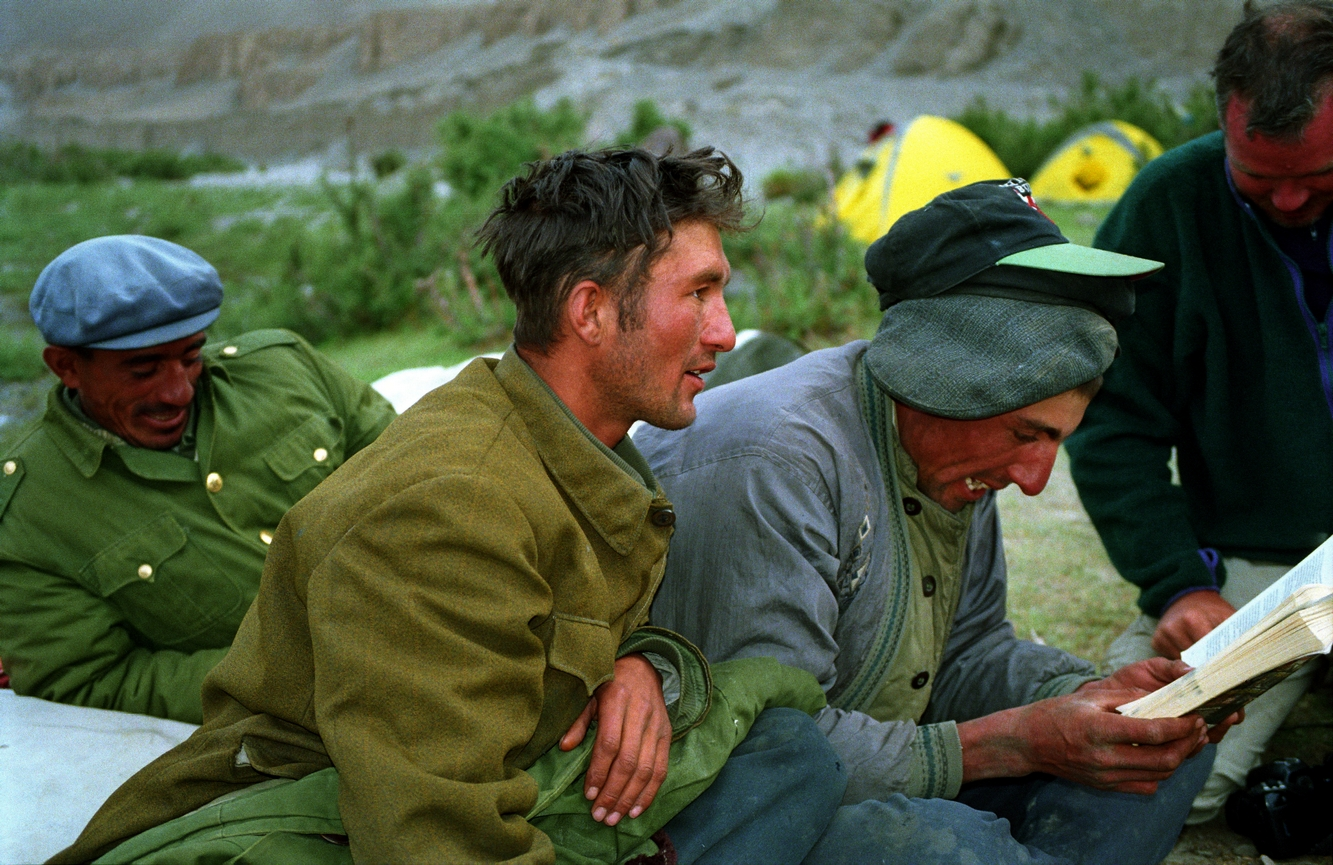
Уйгур, погонщик верблюдов в Синьцзяне
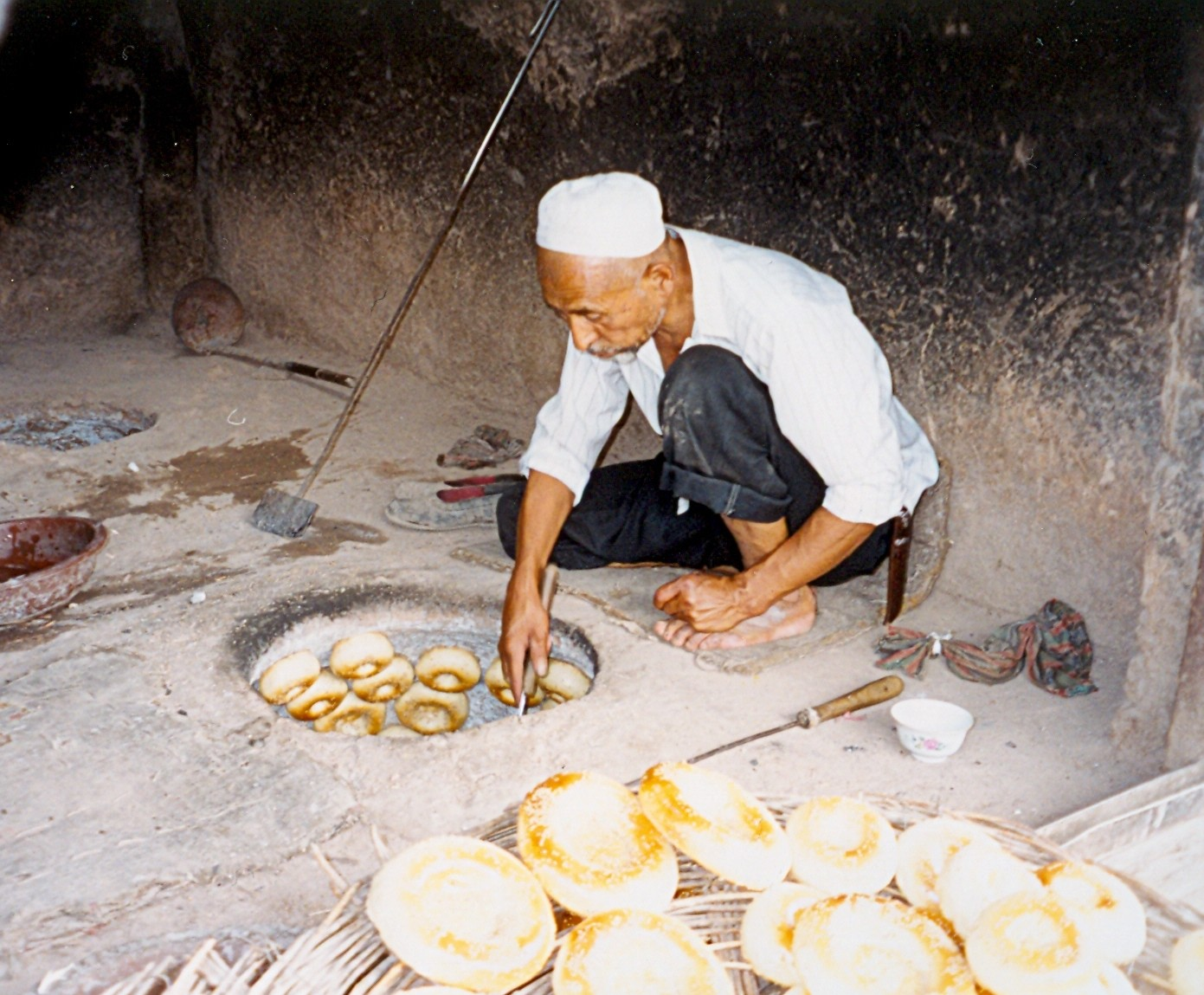
Приготовление уйгурских лепёшек в Кашгаре
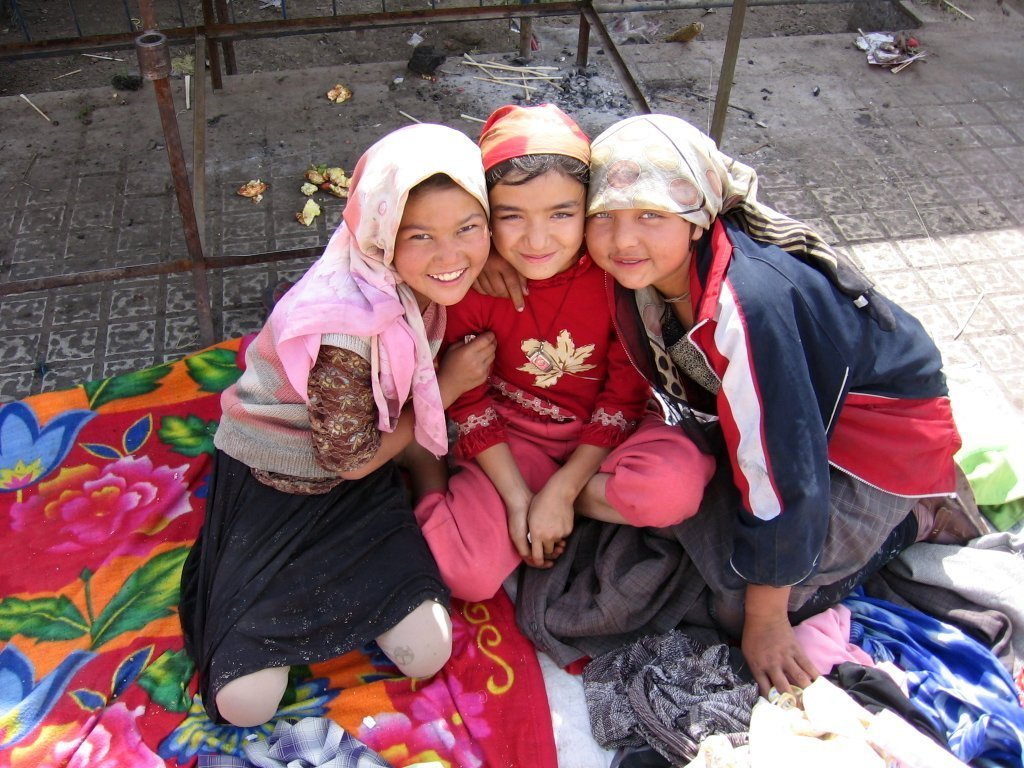
Три уйгурские девочки на воскресном рынке в городе-оазисе Хотане
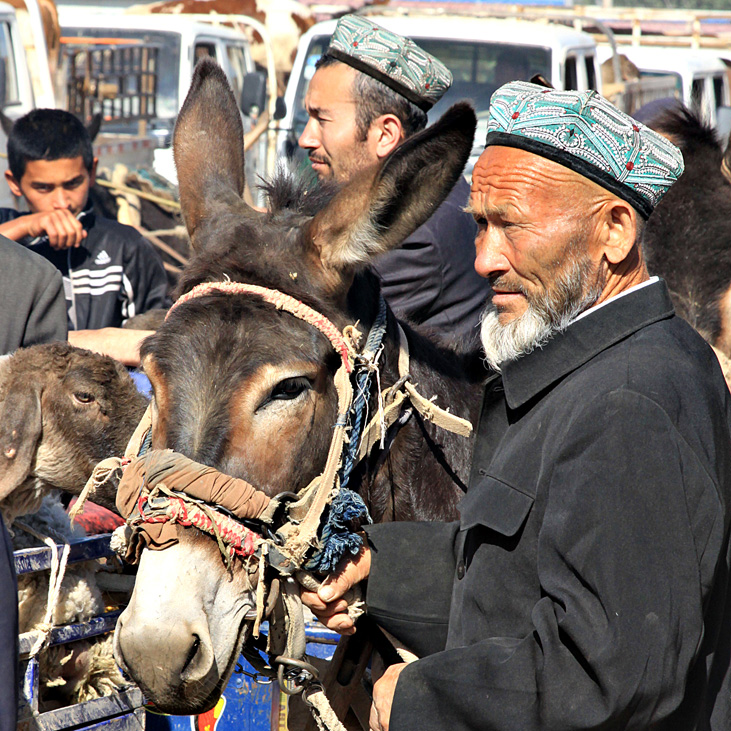
Уйгурский мужчина в Кашгаре
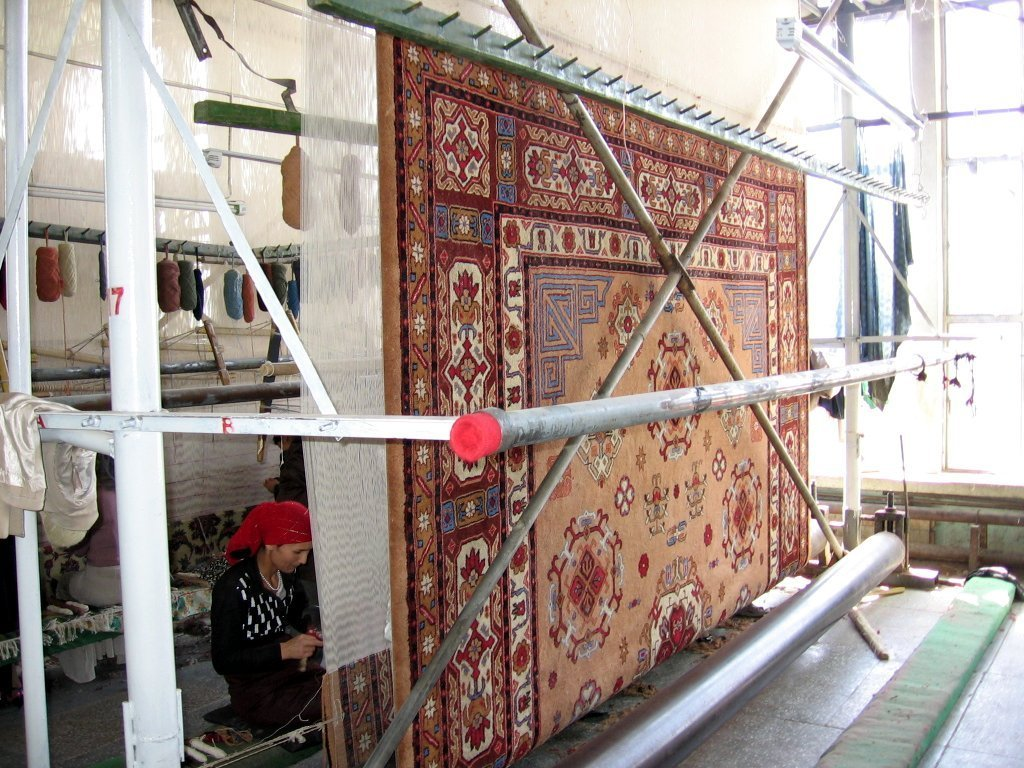
Синьцзянская ковровая фабрика
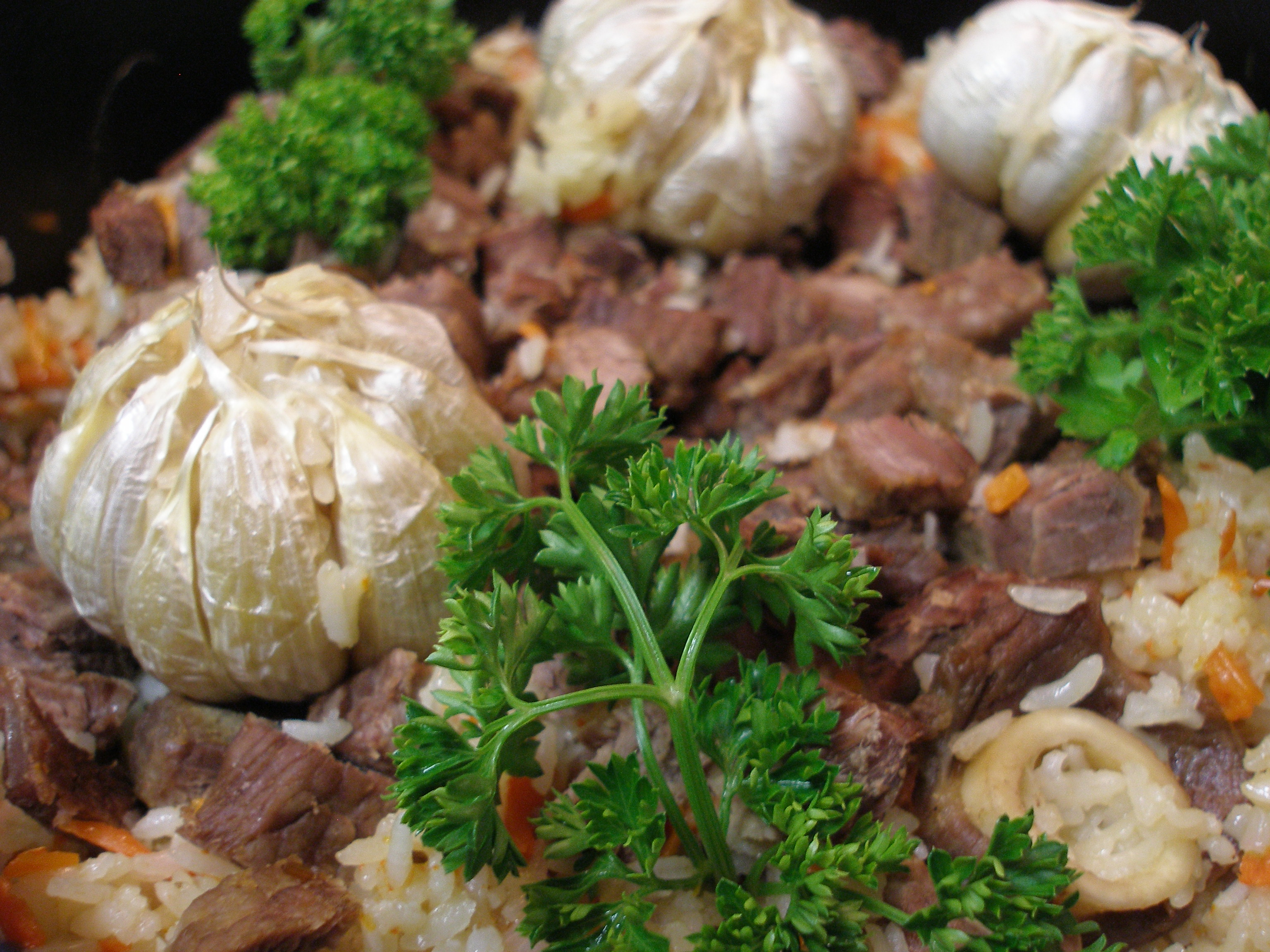
Уйгурский полу (پولۇ, полу)
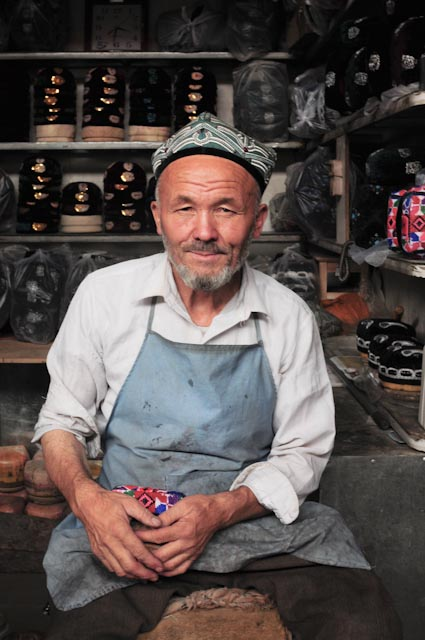
Изготовитель доппы, традиционного уйгурского головного убора, Кашгар

## Изображения уйгуров в храмовых росписях
После распада Уйгурского каганата в 840 году уйгуры покинули обжитые кочевья на берегах рек Толы и Селенги, перекочевав на территорию современной китайской провинции Ганьсу, а также в район Турфанского оазиса, образовав там княжество со столицей в Бешбалыке (впоследствии — государство Кочо). «Оно занимало ключевые позиции на путях, соединяющих Восток и Запад, и через него, как через ворота Центральной Азии проходили караваны, в которых наряду с купцами путешествовали проповедники различных учений и посольские миссии».
Существовали также и другие уйгурские образования — государство Караханидов (950—1212) и Ганьчжоуское (Гань-суйское) государство (847—1036), которые в короткий исторический период вновь заняли ведущее положение в политической жизни Центральной Азии.
«Буддийские монастыри играли огромную роль в культурной, политической и даже экономической жизни Турфанского государства. Им принадлежали огромные земельные владения, поля и виноградники. Земли монастырей обрабатывались крестьянами или сдавались в аренду. Внутри них располагались ремесленные мастерские, склады, продовольствия и других товаров».
В начале XX века на территории Турфана, Безеклика, Кочо и др. городов были совершены четыре крупные археологические экспедиции в разное время во главе с немецкими исследователями Н. Грюнведелем, Х. Пишелем и Х. Людерсом, А. фон Ле Коком. Археологические находки сначала находились в Отделе Индии, в этнографическом музее, но после образования Музея индийского искусства (Museum für Indische Kunst) в 1963 году коллекции были объединены в Берлин-Далеме, где они по настоящее время находятся и выставляются напоказ. Ими также занимается ведомство Берлинской Бранденбургской академии естественных и гуманитарных наук.
Помимо фресок в Безеклике было найдено большое количество предметов манихейской и буддийской культуры, таких как фрагменты манихейских рукописей, остатки разрисованных шёлковых тканей, хоругви, картины на манихейские и буддийские сюжеты, скульптура и т. д. Подобные пещеры обнаружены также в долине Туюк.
Найденные стенные росписи представляют собой ценный материал для изучения уйгурского народа. По тому, кто и каким образом на них представлен, можно делать выводы о социально-политическом устройстве и культурном уровне уйгурских государств. Так, например, на одной из росписей изображены уйгурские аристократы, полнолицые мужчины с маленькими холёными бородками и усами. Их социальный статус можно определить по наличию головного убора — высокой шапочки вытянутой формы и яркому костюму, сшитому из дорогой и богато отделанной ткани.

## Репрессии против уйгуров властями Китая
На данный момент властями Китая проводится репрессивная политика в отношении уйгурского народа. По информации CNN, до 800 тысяч уйгуров были помещены в т. н. воспитательные лагеря, крупнейший из которых расположен в городе Кашгар Синьцзян-Уйгурского автономного района. В районах компактного проживания уйгуров-мусульман за ними ведётся массовая слежка, в том числе с применением GPS-датчиков; власти ведут сбор ДНК уйгуров в возрасте от 16 до 65 лет. Признаки так называемого потенциального экстремизма, которые могут привести к задержанию, включают «ненормальные» бороды, поездки за границу в страны с мусульманским большинством, хранение несанкционированных копий Корана и отказ пить алкоголь или есть свинину.
В 2018 году СМИ распространили со ссылкой на комитет ООН по ликвидации расовой дискриминации информацию о том, что в «лагерях перевоспитания» находилось от 800 тыс. до 2 млн мусульман-уйгуров. В январе 2021 года госсекретарь США Майк Помпео заявил, что Китай проводит в отношении уйгуров политику геноцида. По мнению немецкого синолога Адриана Ценца, центральные власти Китая руководили созданием лагерей для уйгуров.

### Национально-освободительные движения
- Движение за независимость Восточного Туркестана
- Волнения уйгур в 2008 году
- Волнения уйгур в Урумчи (2009)
- Всемирный уйгурский конгресс

### Теории, версии
- Уйгурская теория происхождения хазар

### Другие статьи
- Уйгурский язык
- Староуйгурское письмо
- Уйгуры в Казахстане
- Уйгурские общины в Центральной Азии
- Жёлтые уйгуры
- Уйгур авази
- Уйгурские мукамы
- Синьцзян-Уйгурский автономный район